# Église Saint-Nicolas de Capbreton
L'église Saint-Nicolas est un lieu de culte catholique situé dans la commune de Capbreton, dans le département français des Landes.

## Historique
En 1539, pour répondre à la rapide croissance économique et démographique de la ville, la paroisse décide de reconstruire une nouvelle église dédiée à saint Nicolas. Une tour carrée, construite avec les pierres de l’ancienne église, est ajoutée à l'édifice en 1540. La tour servait de guet et d'amer (=de repère) pour les navires.
L’église du XVIe siècle est probablement édifiée dans un style gothique, dont témoigne le portail intérieur situé dans le porche, seul vestige restant de l'édifice.
Elle subit ensuite une série ininterrompue de constructions et de restaurations.
La tour est touchée par la foudre entre le 19 et 20 février 1824 et remplacée en 1826 par la tour ronde, en forme de phare, qui fait aujourd’hui l’originalité de l’église.
En décembre 1864, jugeant l’église vétuste et trop petite pour accueillir toute la population, le conseil municipal décide la construction d’une nouvelle église sur le même emplacement. Seules certaines parties de l’ancien bâtiment sont conservées, dont la tour, le clocher et une partie du portail occidental. Son dessin observe le plan d’une croix latine, avec une nef centrale unique de 43 mètres de long. L’église est inaugurée après deux ans de travaux.
La cloche de Saint-Jean de Bouret : La cloche, en bronze, fondue en 1483, provient de l'ancienne chapelle templière de Sainte-Marie-Madeleine-de-Bouret qui était construite au bord de la rivière du même nom. Cette église, aujourd'hui  totalement disparue, a été abandonnée en 1730 et la cloche transférée à Saint-Nicolas. Elle est dédicacée et datée en lettres gothiques majuscules, entre des filets simples sur le vase supérieur) : L AN M CCCCLXXX III MAGDALENA ORA PRO NOBIS. La cloche, la deuxième plus ancienne des Landes, est classé à titre d'objet aux Monuments Historiques depuis juin 2003.
Des travaux de restauration au début des années 2000 ont permis de découvrir une deuxième fenêtre sous l'horloge .
L'édifice fait l’objet d’une inscription au titre des monuments historiques depuis le 16 octobre 2000.

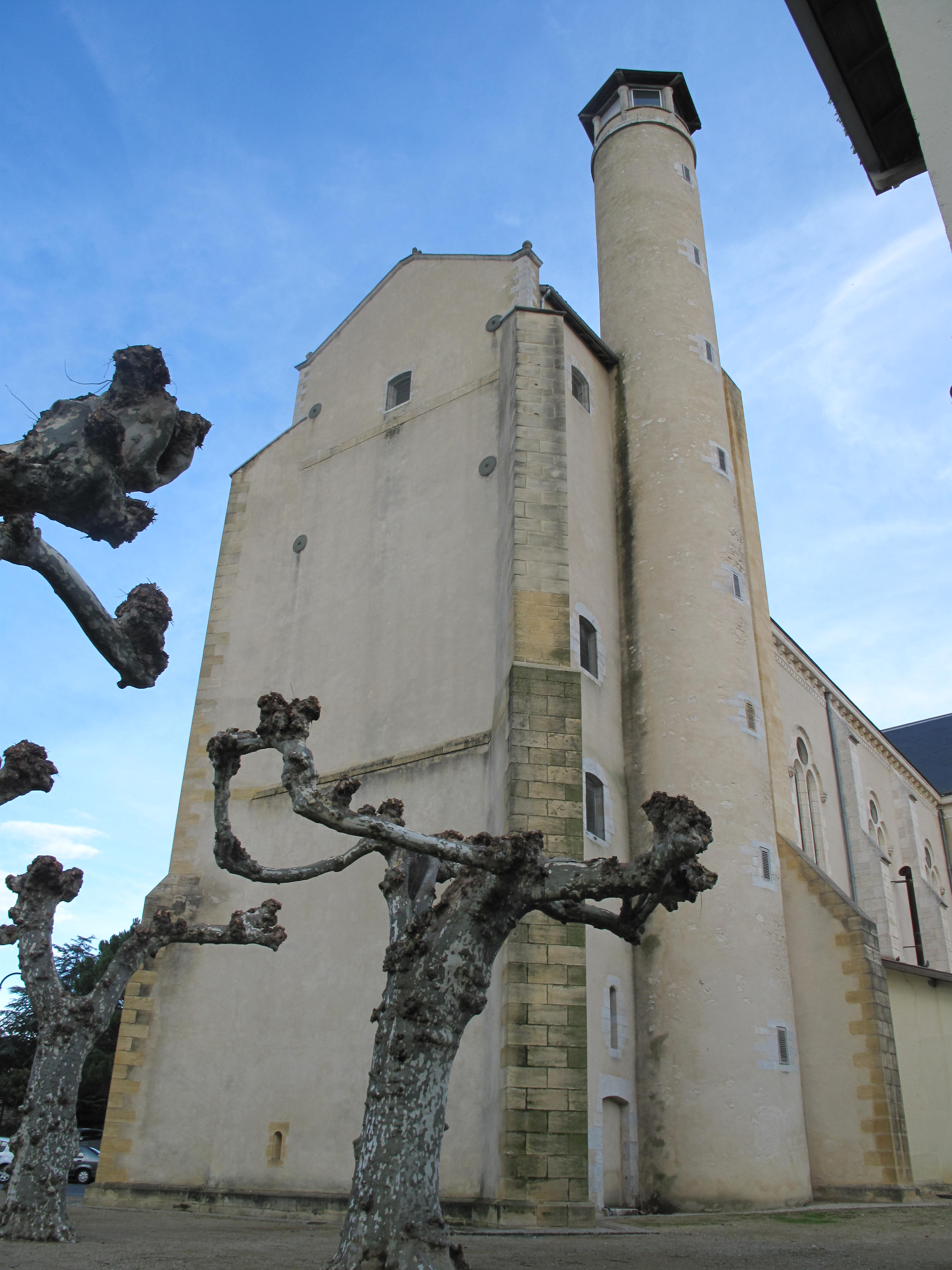
La tour.
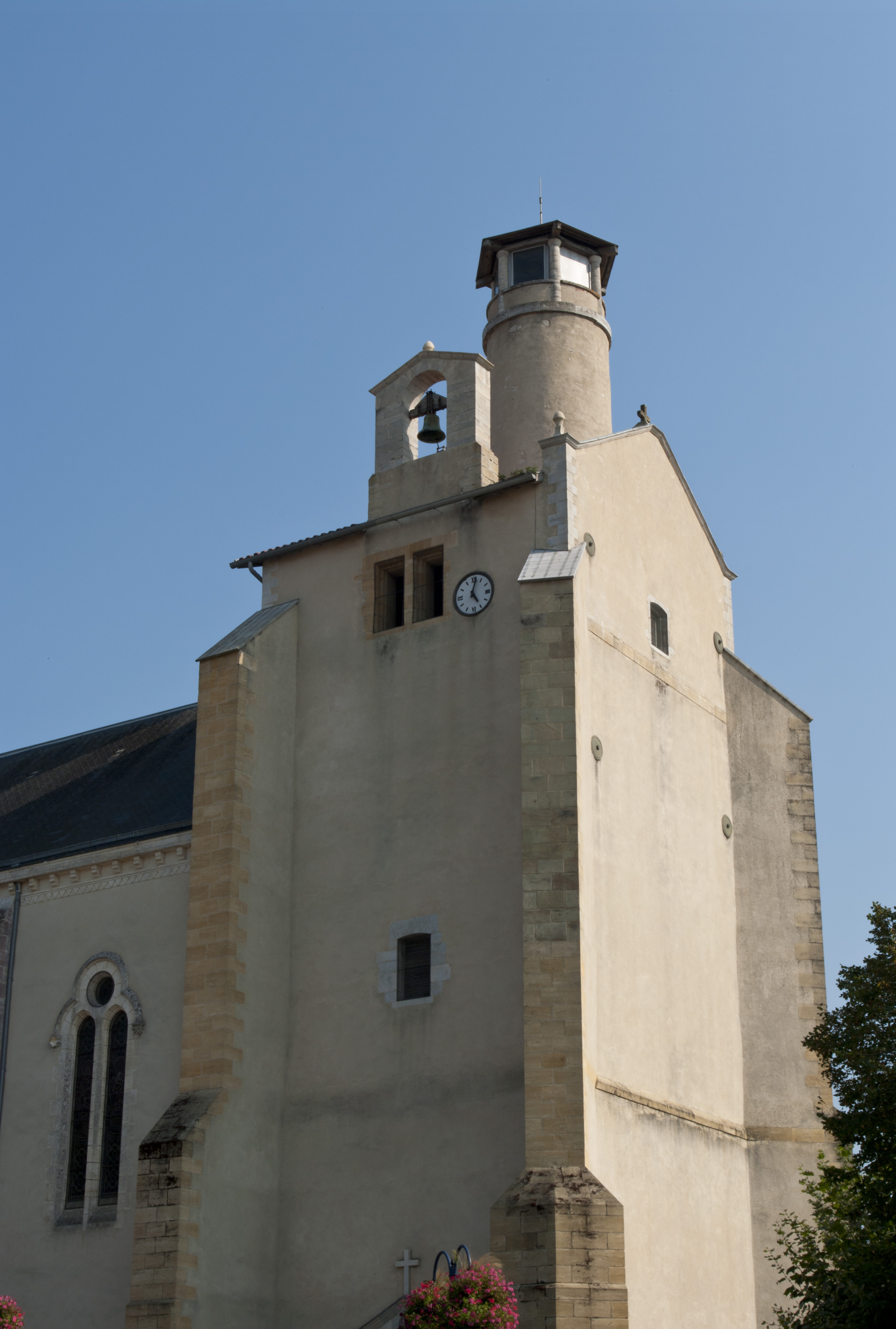
Le clocher.
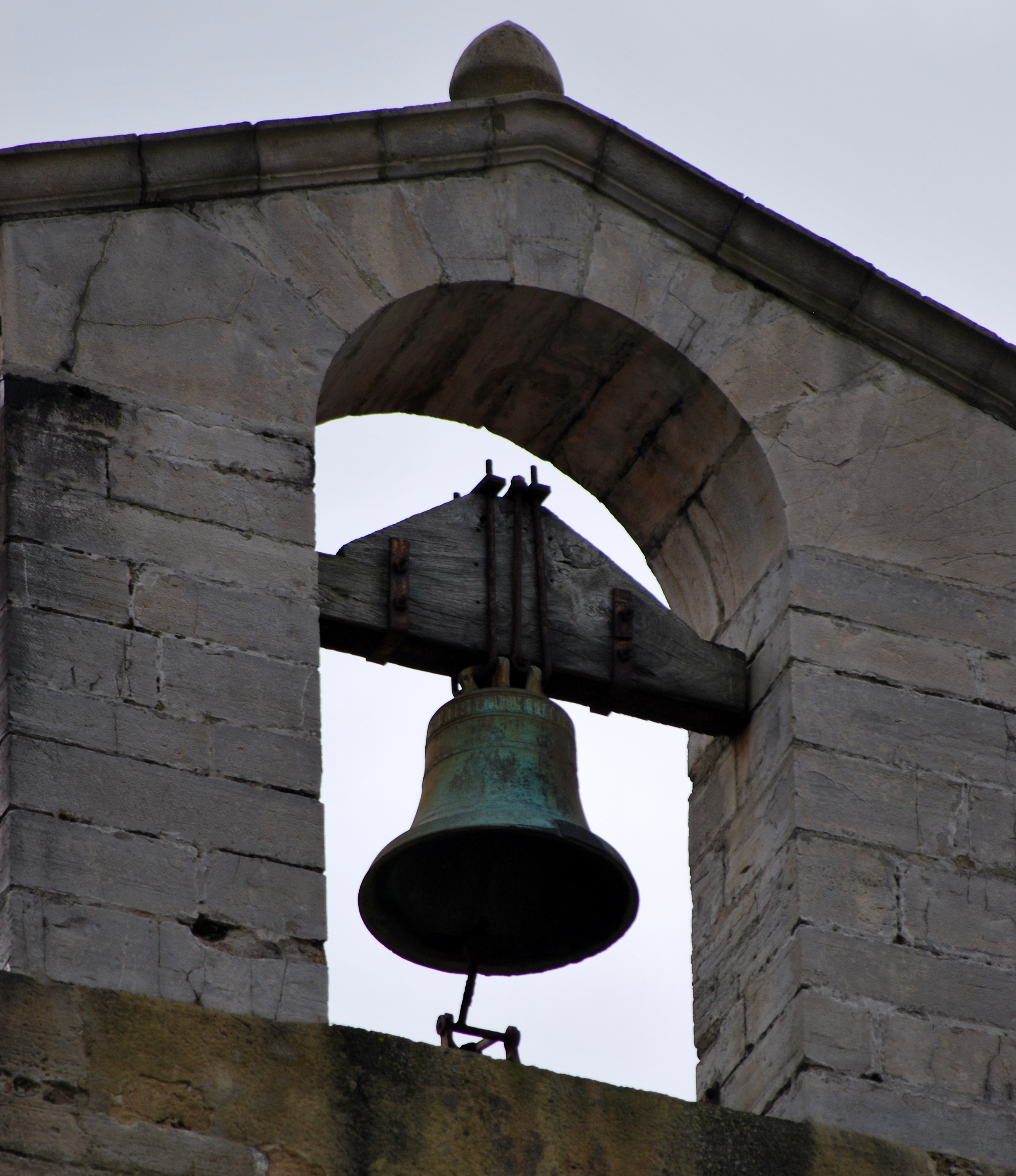
La cloche St. Jean.

## L'intérieur
L'intérieur de l'église est richement décoré de fresques murales réalisées par différents artistes, entre 1893 et 1919 et illustrant des thèmes liés à la mer, aux marins ainsi qu'à saint Nicolas. Sur les murs des bas-côtés de la nef figurent des plaques gravées de plus de mille noms, en souvenir des paroissiens enterrés à l’intérieur de l’ancienne église, entre 1533 à 1752. Une série de vitraux du Maître-verrier P. G. Dagrant éclairent la nef et, parmi le mobilier, on peut citer deux crucifix en bois des XVe et XVIIIe siècles.

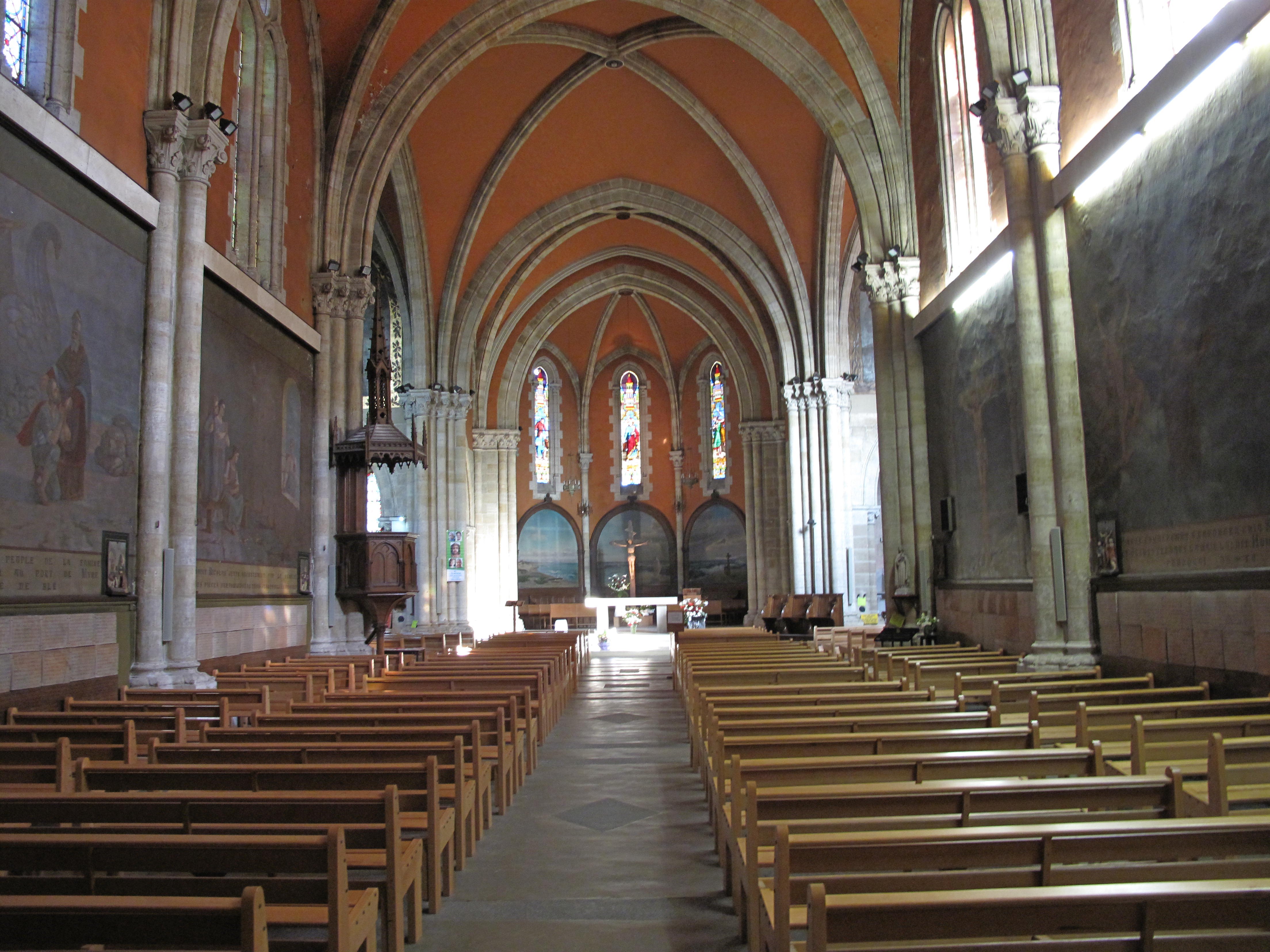
La nef vers l'est.
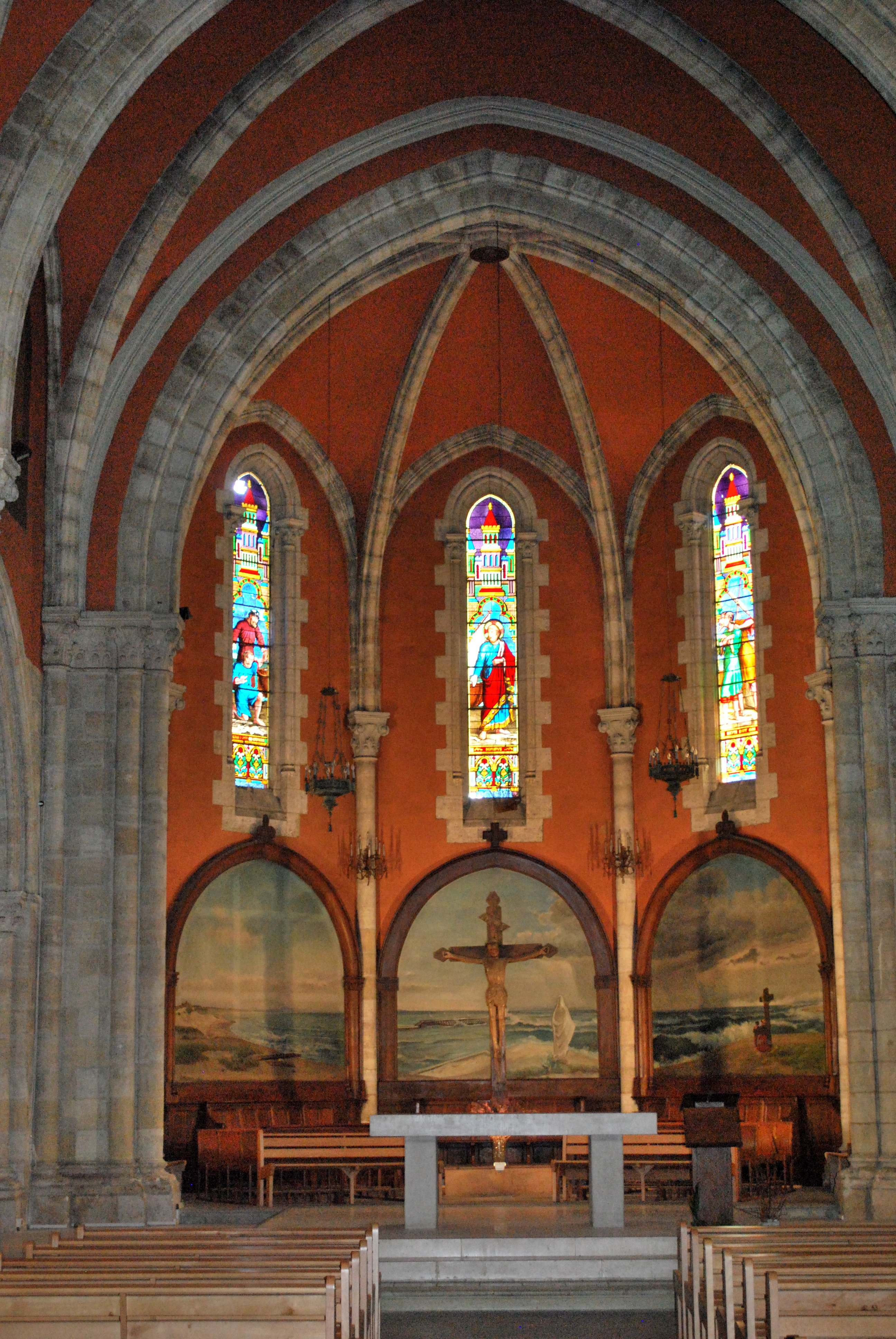
Le sanctuaire.
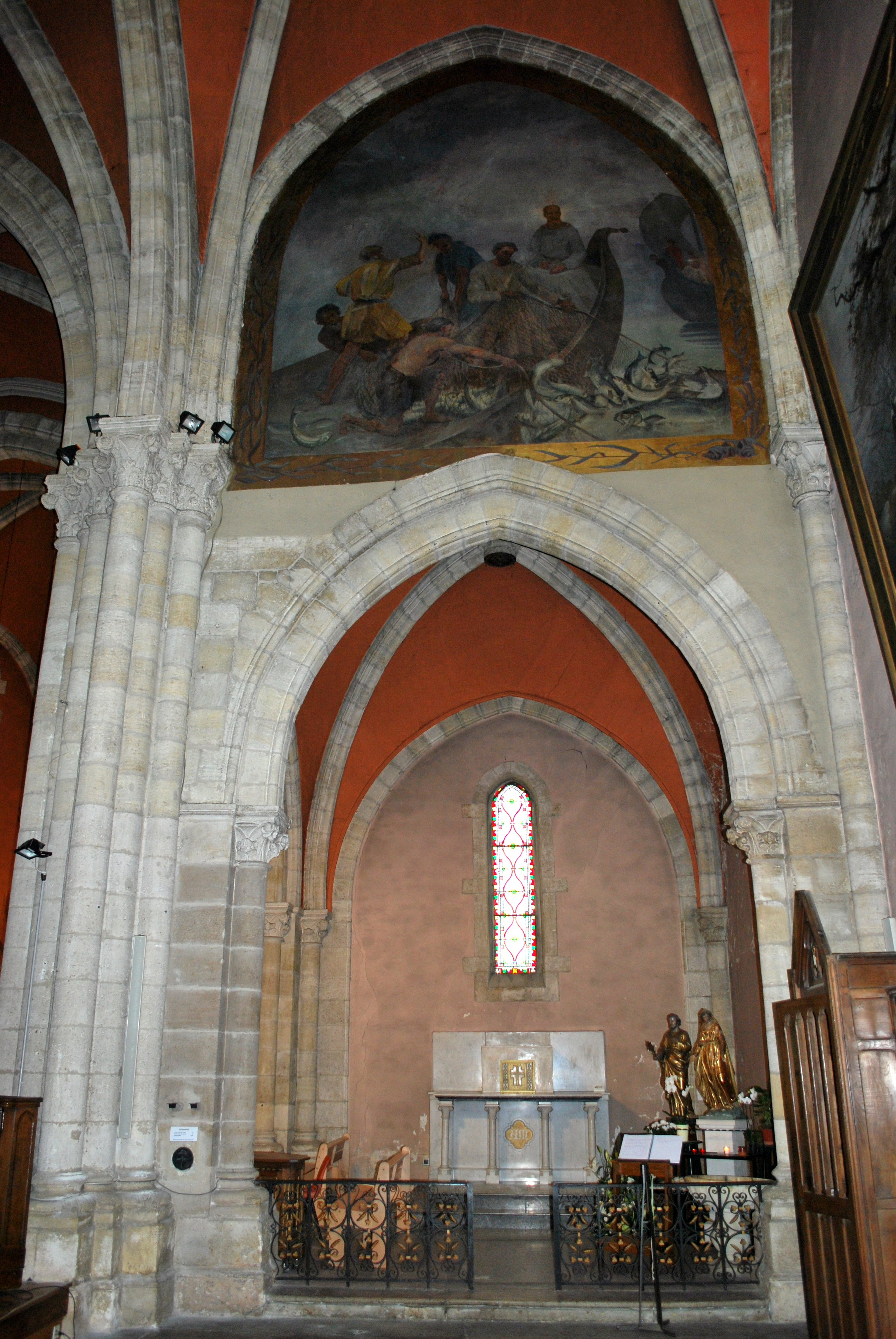
Transept sud.
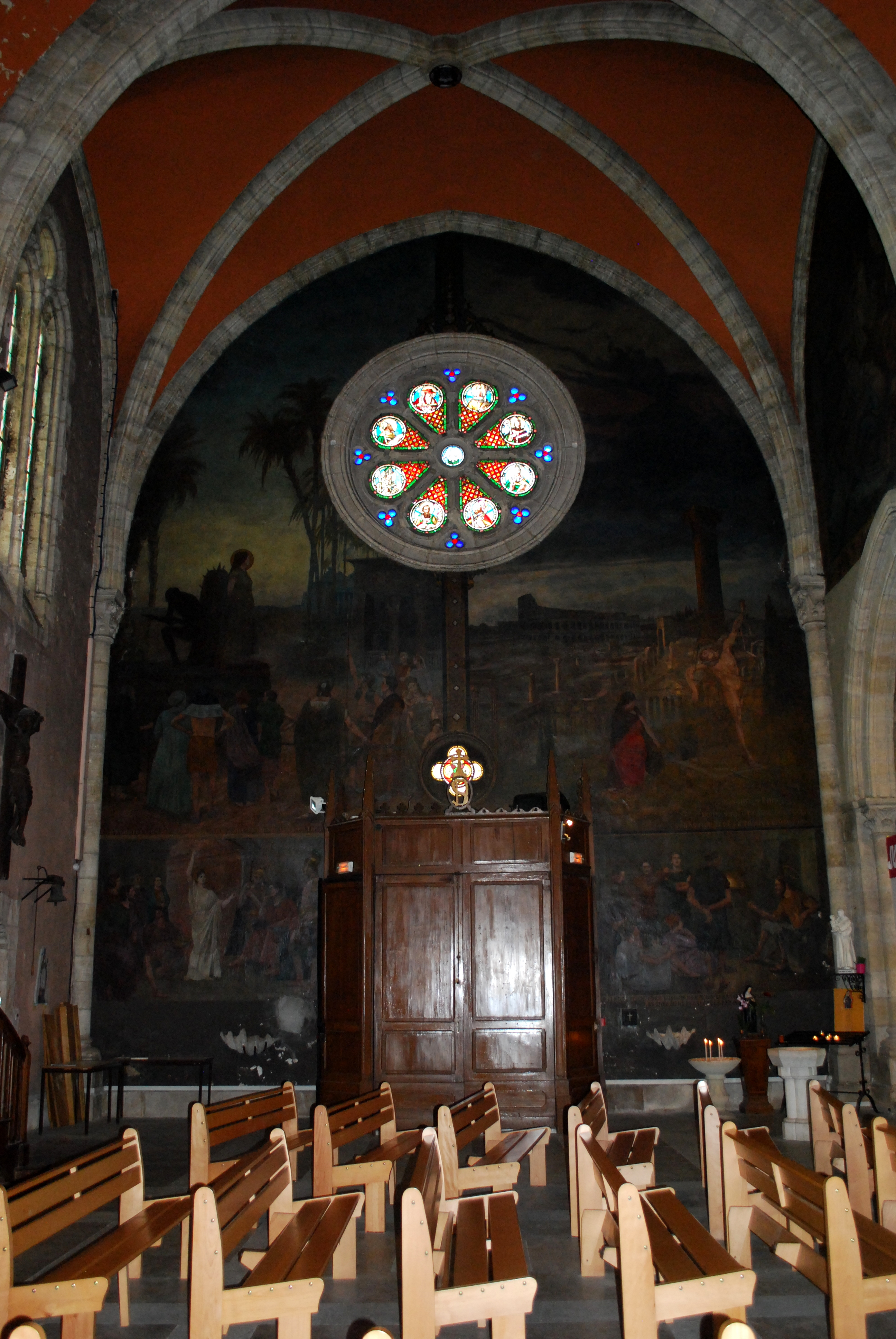
Transept nord.
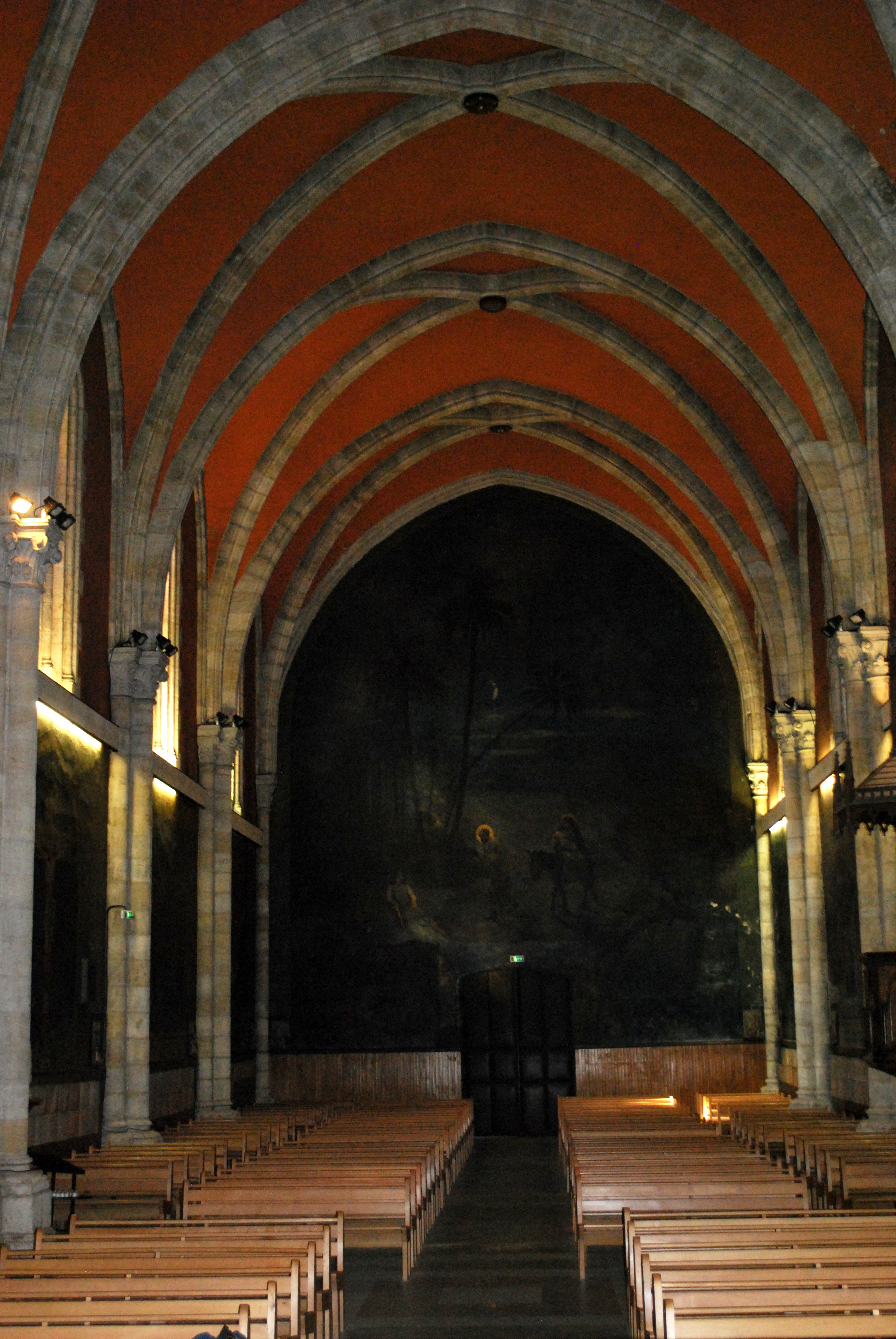
La nef vers l'ouest.

### Peintures monumentales
Les peintures monumentales datent de 1889 pour les plus anciennes. C’est Jean-Baptiste Gabarra, curé de Capbreton, qui commande les premières œuvres au peintre Jules-Bertrand Gélibert, installé dans la commune vers 1885. Entre 1889 et 1893 cinq peintures lui sont attribuées. En 1895, son frère Gaston et le peintre Claude Drouillard  prennent la relève. Deux autres peintures monumentales furent ajoutées à cet ensemble, une et 1944 par Marcel-Louis Dillais et l'autre en 1969 par F. Renaud.
Depuis 1983, les peintures murales réalisées par les frères Gélibert et Claude Drouillard sont inscrites à l’Inventaire général du Patrimoine de France au titre d’objets et bénéficient d’une protection.
|  |

|  |

|  |

L’œuvre de Jules Bertrand Gélibert (1834-1916) : 
- En 1889 il exécute deux peintures du chœur La mer calmée après la tempête et La mer en furie. Elles sont inscrites[5] à l'Inventaire général du patrimoine culturel.

Ces deux peintures furent complétées en 1969 par La Vierge dominant la mer, peinte par F. Renaud, pour combler le vide laissé à l'emplacement de l'ancien maître-autel.
- En 1891 il exécute la toile La conversion de saint Hubert : La « Légende de saint Hubert » raconte que saint Hubert connaît une illumination mystique devant un cerf, qui lui révèle le sens du sacrifice rituel. Le cerf est symbole du Christ, et ses bois symbolisent l’arbre de la vie. Le saint renonce ensuite définitivement à la chasse pour se consacrer au Christ. La peinture est classée[6] à l'Inventaire général du patrimoine culturel depuis le 4 septembre 1996.

- En 1892 il exécute Saint Nicolas sauvant un navire du naufrage :  Cette peinture monumentale représente l’un des miracles posthumes du saint patron de l’église. Lors d’une tempête, saint Nicolas apparaît aux marins en perdition qui implorent son secours. Saint Nicolas, représenté ici très âgé et tête nue, apaise les flots, sauvant ainsi le navire du naufrage. La peinture se trouve dans le transept, au dessus de la chapelle Saint-Joseph. Elle est inscrite[7] à l'Inventaire général du patrimoine culturel en 1992.

- En 1893 il exécute La pêche miraculeuse : L’œuvre se trouve dans le transept nord, au dessus de la chapelle de la Vierge. La fresque est inscrite[8] à l'Inventaire général du patrimoine culturel.

- En 1893 ou 1894 Il exécute Sainte Madeleine au désert et saint Jean-Baptiste au désert. L’œuvre se trouve dans le transept sud. Les deux peintures monumentales sont inscrites[9] à l'Inventaire général du patrimoine culturel.

|  |

|  |

L’œuvre de Claude Drouillard :
- En 1895 il exécute les deux peintures Christ en croix sur le mur sud de la nef et Jésus et Pierre qui marchent sur l'eau. Ils sont inscrits[10] à l'Inventaire général du patrimoine culturel le 19 mai 1983.

- Saint Nicolas et les jeunes filles : La charité de saint Nicolas est un épisode emblématique de la vie du saint. Saint Nicolas, auréolé, apparaît à la fenêtre d’une demeure et jette des pièces d’or à trois jeunes filles afin de constituer leur dot de mariage. La sobriété de l’intérieur ainsi que la modestie des costumes des jeunes filles désignent leur état de grande pauvreté.
- Saint Nicolas et les sacs de blé :La peinture, comme l’inscription au bas de l’ensemble l’explique, représente une scène de la vie de saint Nicolas de Bari sauvant son peuple de la famine en faisant miraculeusement aborder un navire chargé de blé dans le port de Myre. L’œuvre est peinte directement sur les murs de l’église.

Les deux peintures de saint Nicolas sont inscrites à titre d’objet à l'Inventaire général du patrimoine culturel depuis 1983.
|  |

L’œuvre de Gaston Gélibert (1850-1931) : 
Gaston Gélibert prend la suite de son frère et, entre 1895 et 1919, exécute quatre peintures monumentales.
- En 1895, La fuite en Égypte qui est peinte sur le mur occidental de la nef. La peinture est inscrite[12] à l'Inventaire général du patrimoine culturel.

- En 1898, Le Naufrage, peint sur le mur nord de la nef. La peinture est inscrite[13] à l'Inventaire général du patrimoine culturel.

- En 1919, un ensemble de deux peintures monumentales : Descente de croix et Mise au tombeau. Elles sont inscrites[14] à l'Inventaire général du patrimoine culturel.

- En 1919, deux peintures monumentales : Martyre de sainte Catherine et Martyre de saint Sébastien qui sont peints sur le mur du transept nord.

|  |

|  |

La scène évoquant sainte Catherine est à gauche de la porte d'entrée et celle de saint Sébastien à droite. Chaque tableau est divisé en deux panneaux : en haut, les scènes principales des mises à mort de Catherine et de Sébastien. Sous les scènes principales : à gauche, la controverse de sainte Catherine avec les docteurs d'Alexandrie ; à droite, saint Sébastien exhorte ses amis chrétiens. Les peintures sont inscrites à l'Inventaire général du patrimoine culturel.

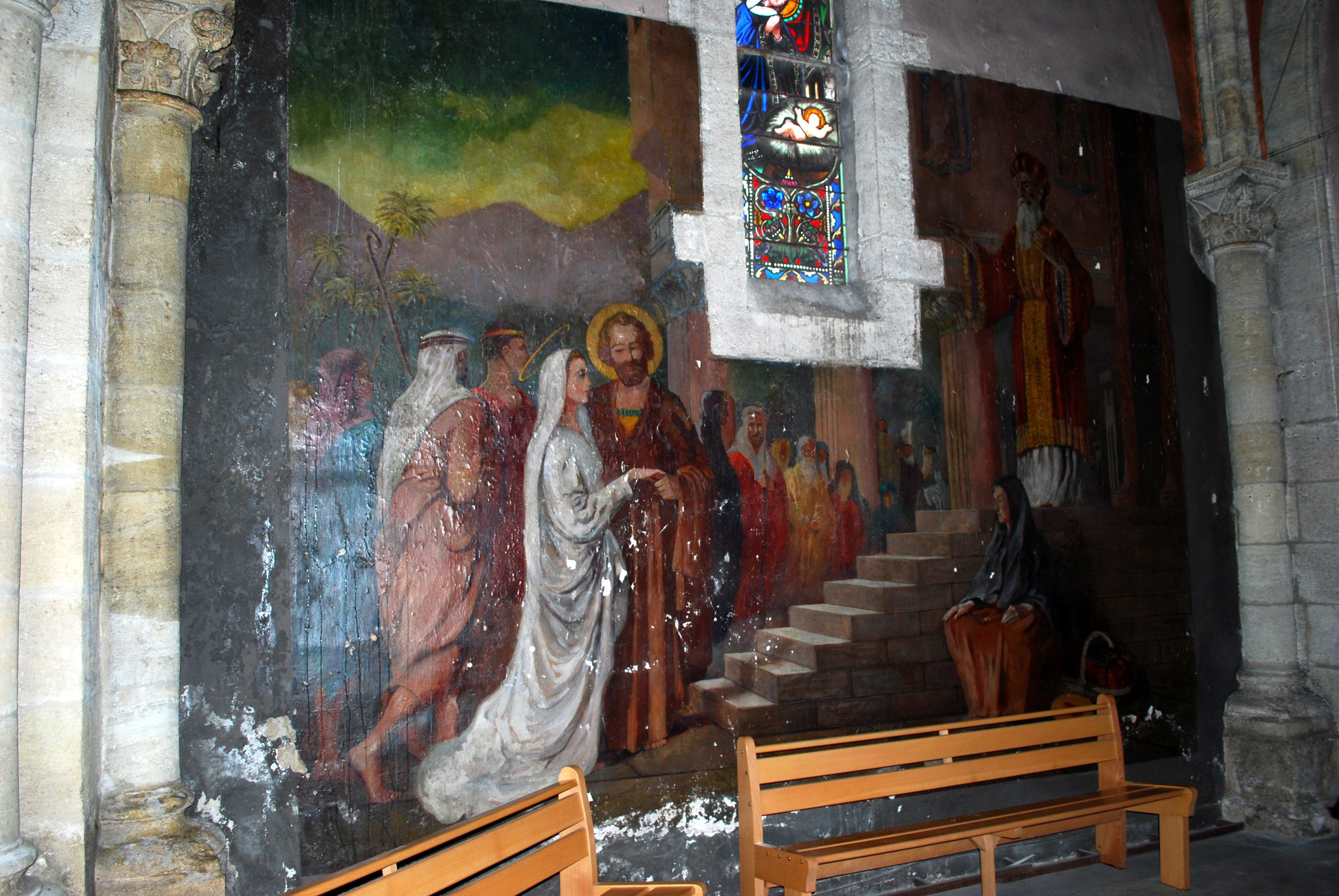
Mariage de Marie et Joseph.

- En 1944, Marcel-Louis Dillais peint Le mariage de la Vierge Marie et de Joseph sur le mur nord de la chapelle Saint-Joseph.

### Les vitraux
Un ensemble verrier de 17 vitraux, représentant des scènes bibliques ainsi que des saints et saintes, est l’œuvre du Maître-verrier Gustave Pierre Dagrant. Ces vitraux sont inscrits à l'Inventaire général du patrimoine culturel le 28 avril 2006.
Les six premiers vitraux forment une continuité visuelle et narrative : L'Annonciation, la Nativité, le Christ appelant ses disciples, la vocation des apôtres et la Vierge Marie.
- L’Annonciation : La première partie du vitrail représente la Vierge Marie dans son habit bleu avec un livre ouvert. Face à la Vierge Marie, l’archange Gabriel est reconnaissable à ses ailes blanches.
- La Nativité : Saint Joseph se tient debout derrière la Vierge Marie, agenouillée devant l’Enfant Jésus qui vient de naître. Le vitrail de la Nativité est restauré entre 1985 et 1987 par Charles Carrère, peintre-verrier à Anglet.
- Le Christ : Le Christ figure vêtu d’une toge bleue et d’un manteau rouge, faisant un geste d’appel vers ses disciples. Derrière lui, sur la mer, se distingue un bateau en bois à voiles blanches. L’inscription en bas du vitrail, Dominus, désigne le Christ comme le Seigneur.
- St. Pierre et St. André : Les deux saints sont originaires du lac de Génésareth, et pêcheurs de métier. En arrière-plan, le peintre-verrier fait apparaître la mer ainsi qu’un panier en osier, avec l’inscription latine ERIS HOMINES CAPIENS, qui signifie « tu seras pêcheur d’hommes ».
- St Jean et St Jacques : Les deux apôtres surplombent l’inscription latine SECVTI SVNT EVM, qui signifie : "Ils l’ont suivi".
- La Vierge : Marie y est représentée en habit bleu, tenant dans ses bras un linge blanc. Elle se recueille au pied de la croix.

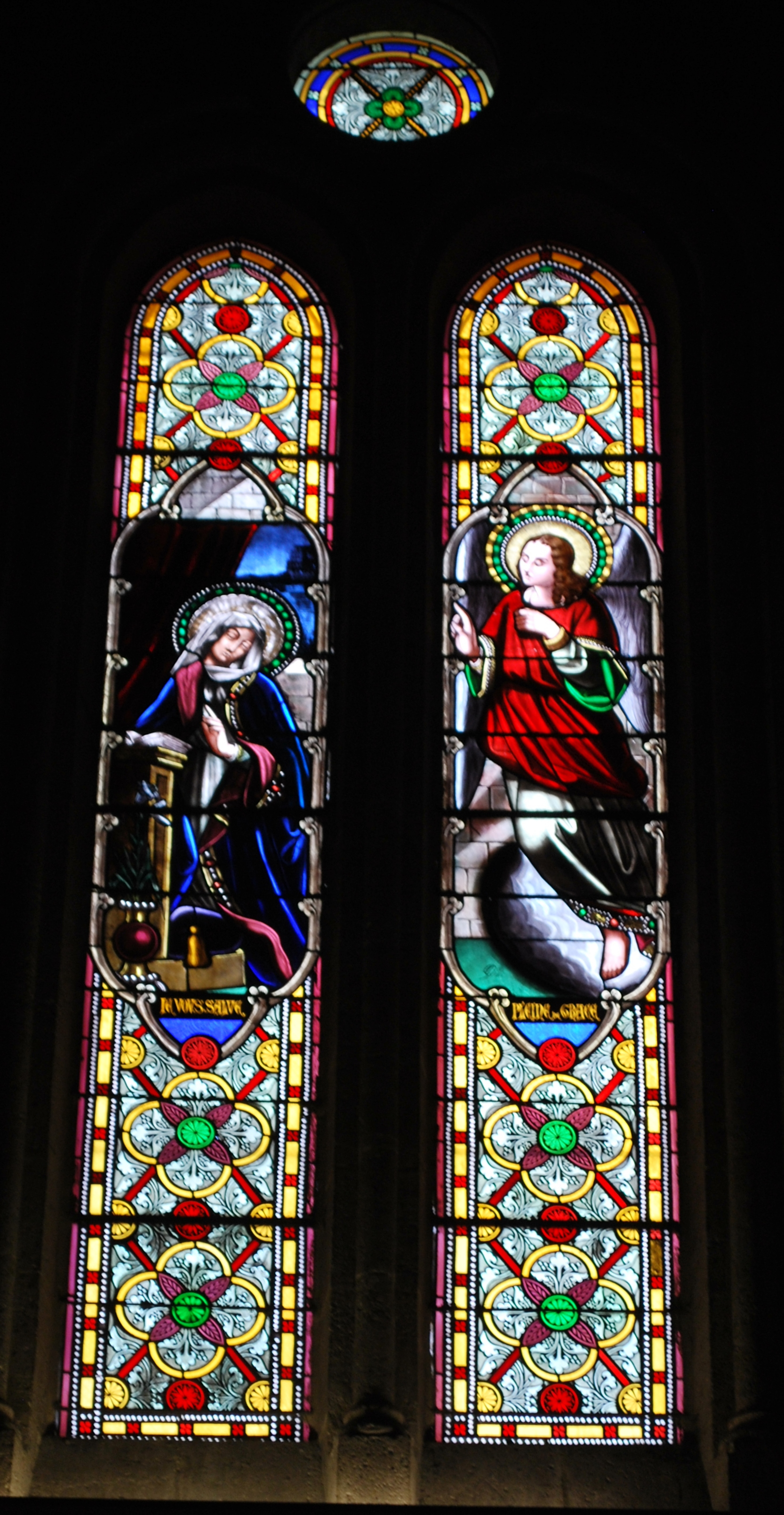
L’Annonciation
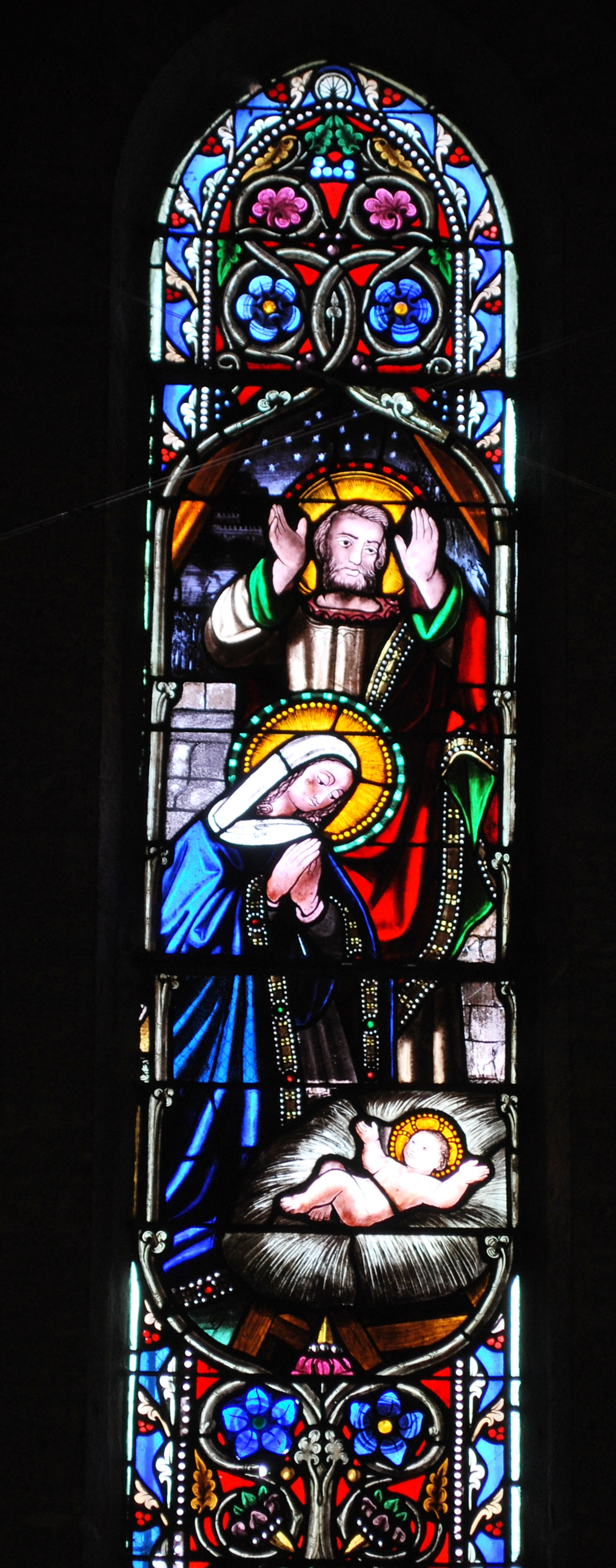
La Nativité
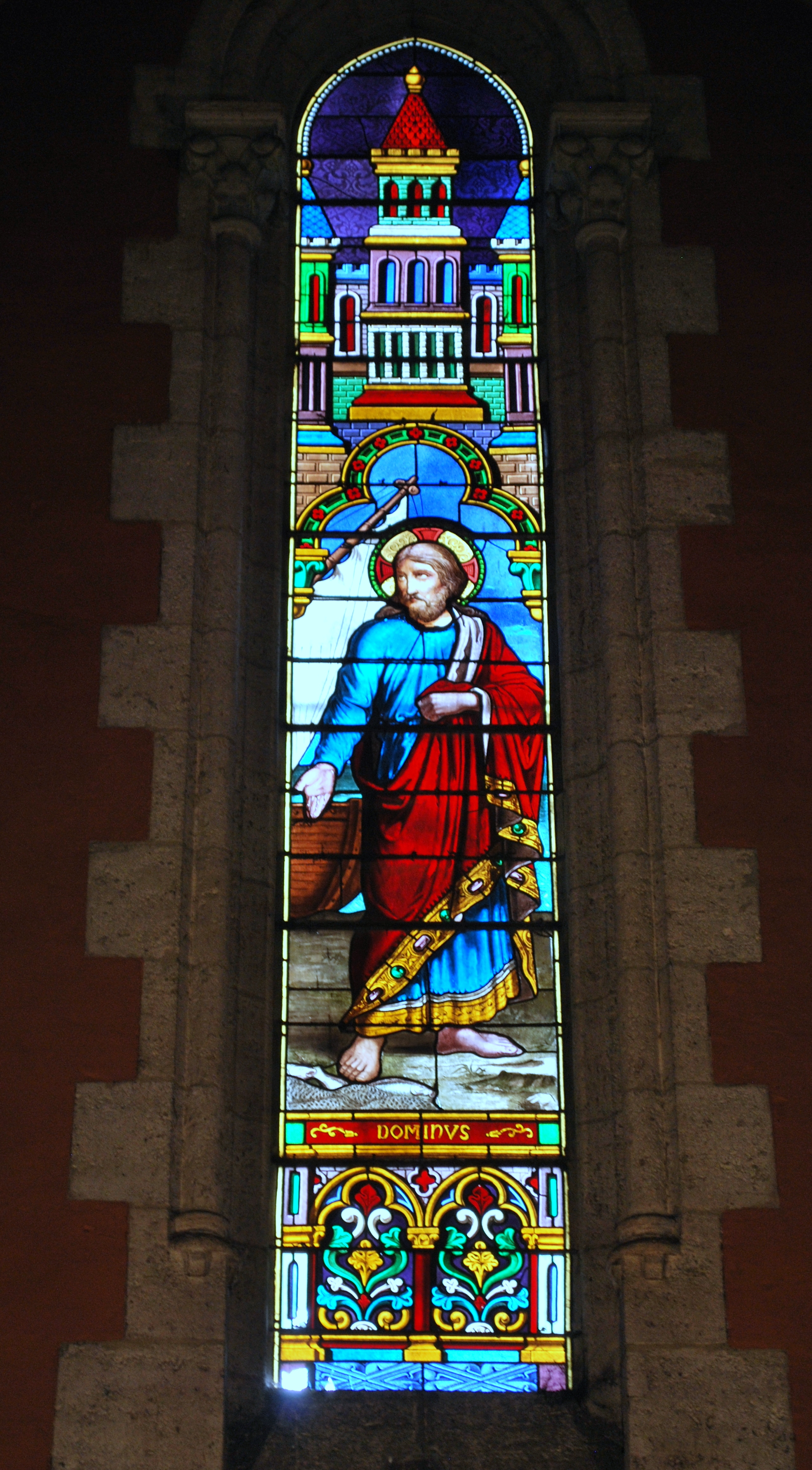
Le Christ
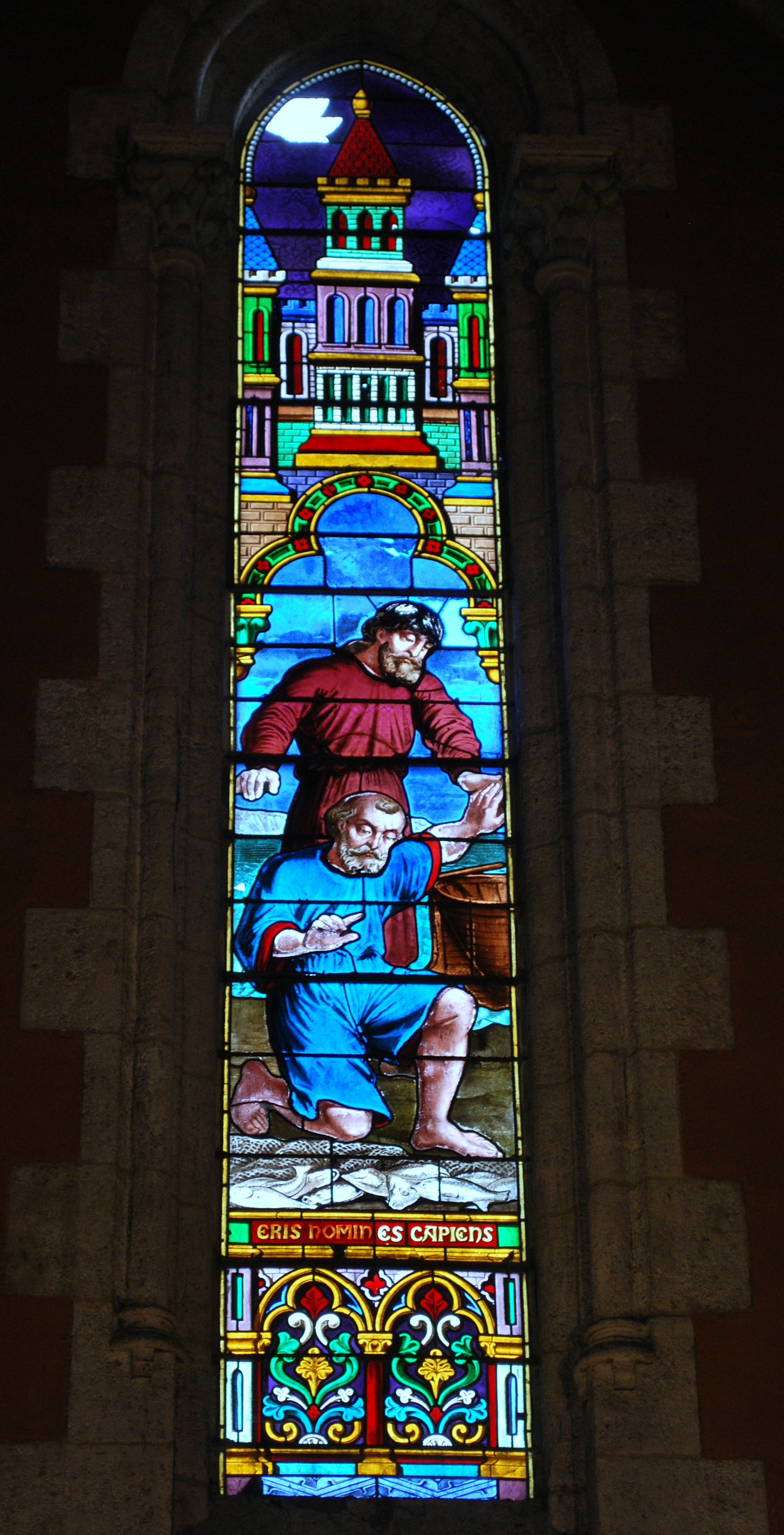
St Pierre et St André
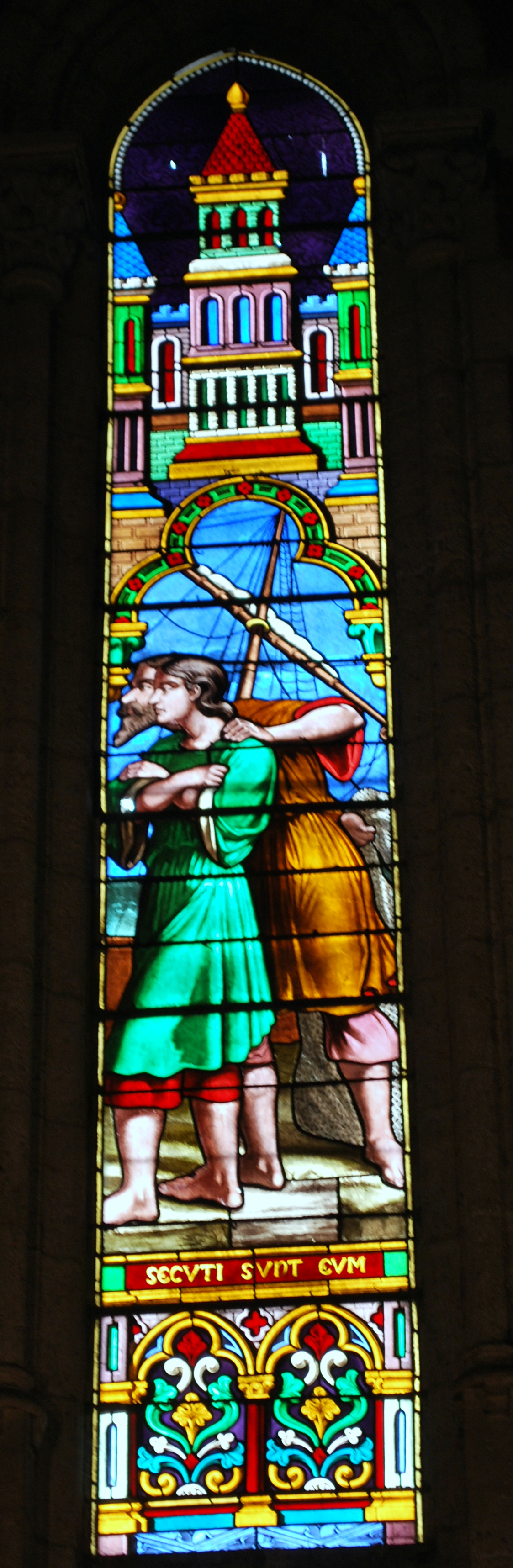
St Jean et St Jacques
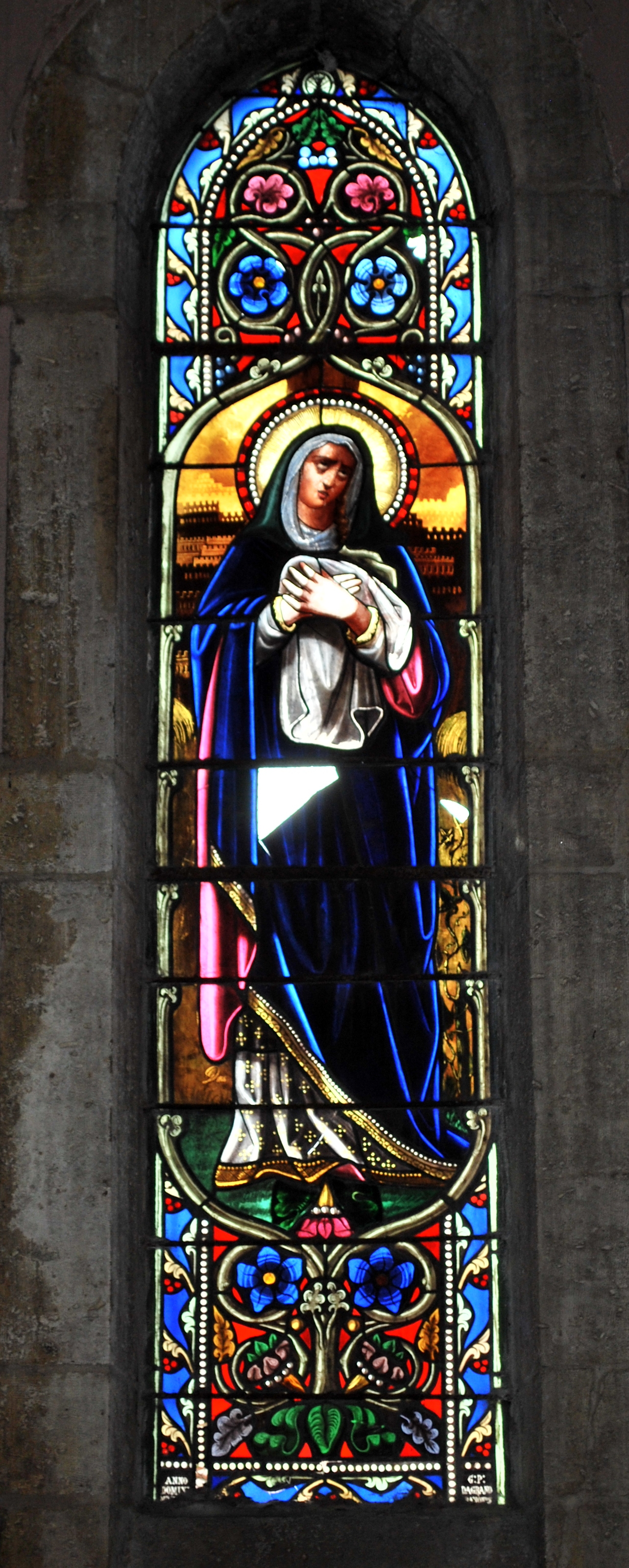
La Vierge

Les six autres vitraux sont des représentations des saints et saintes.

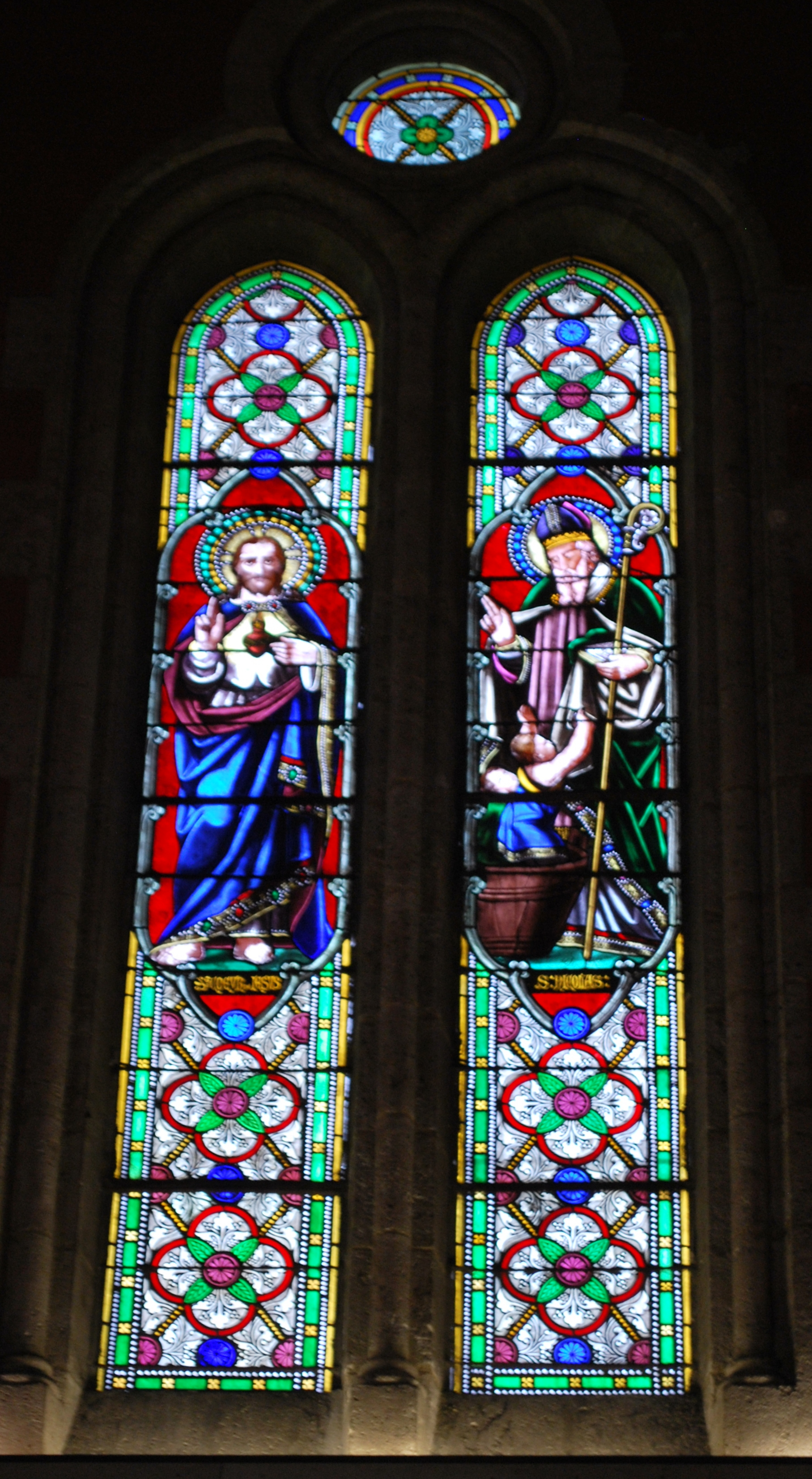
Sacré Cœur et St Nicolas
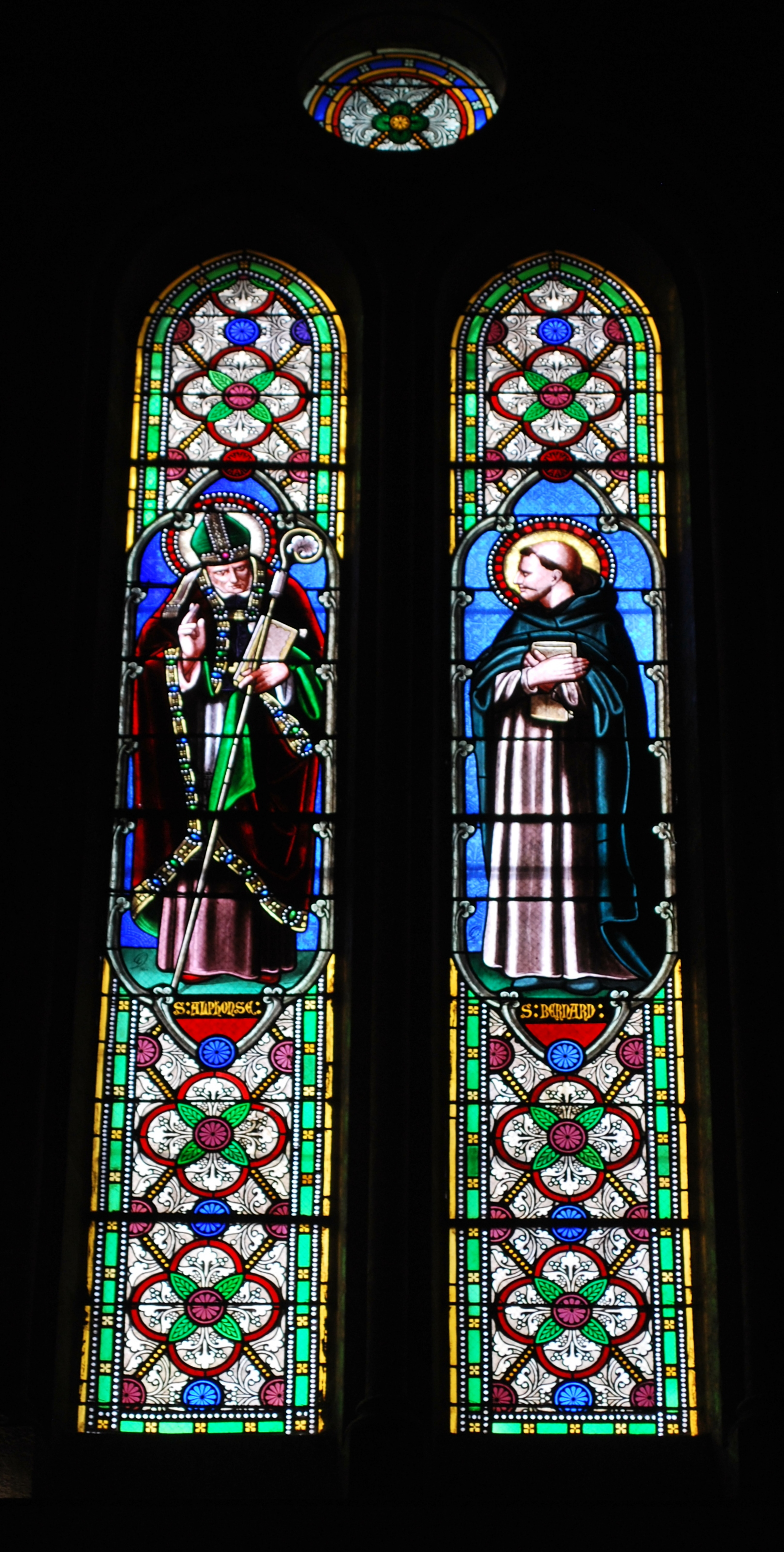
St Alphonse et St Bernard
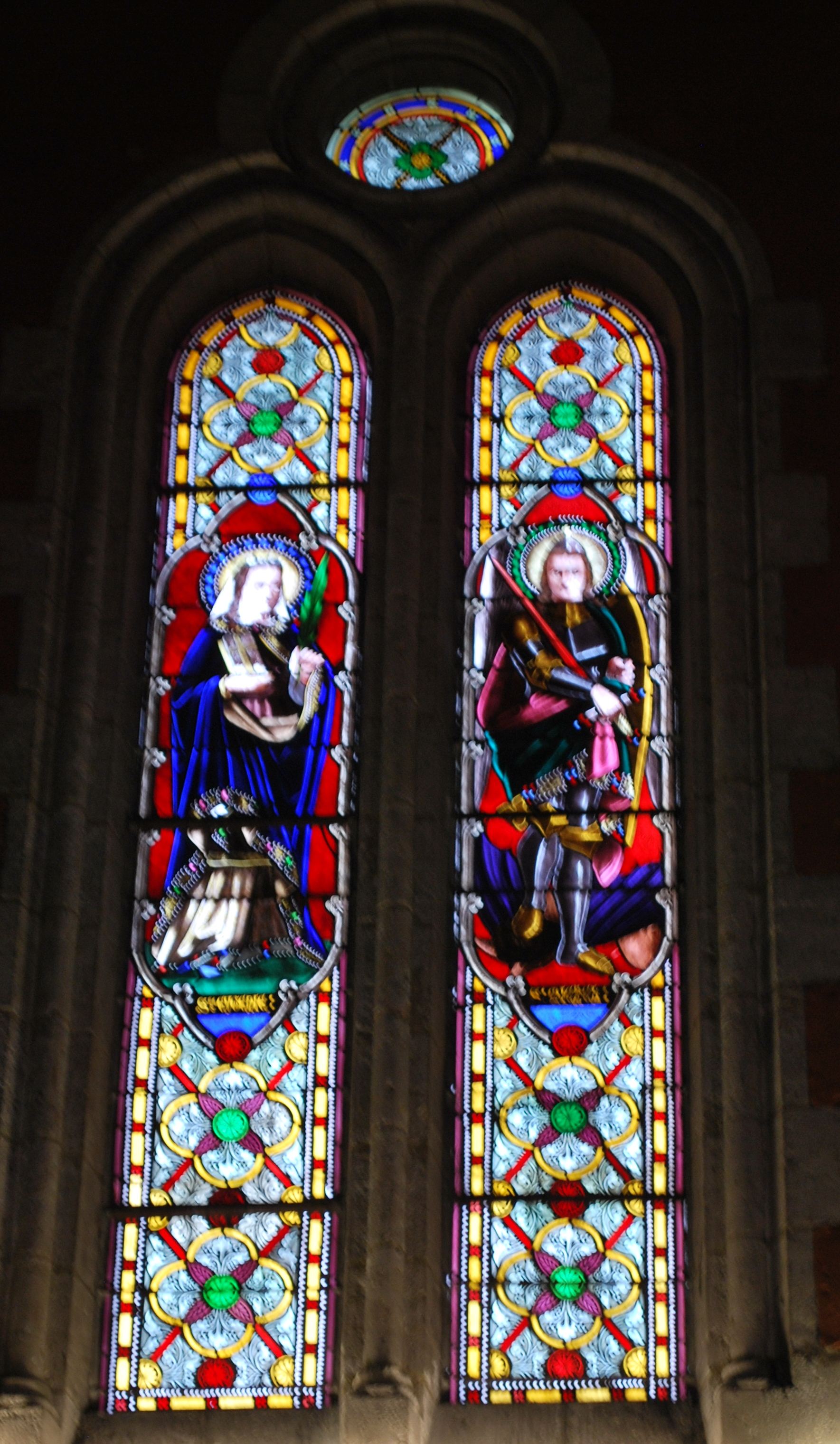
Ste Eugénie et St Michel
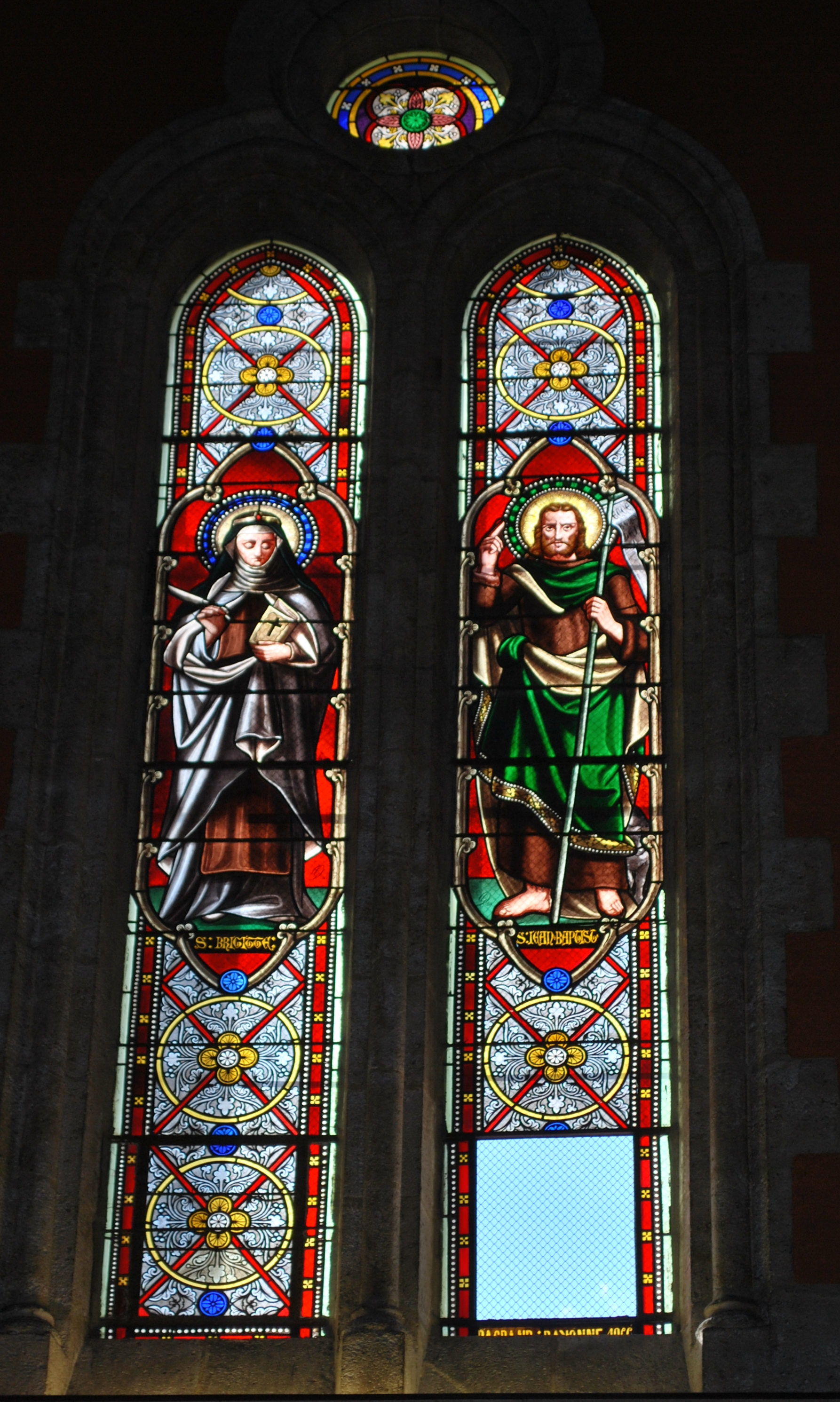
Ste Brigitte et St Jean-Baptiste
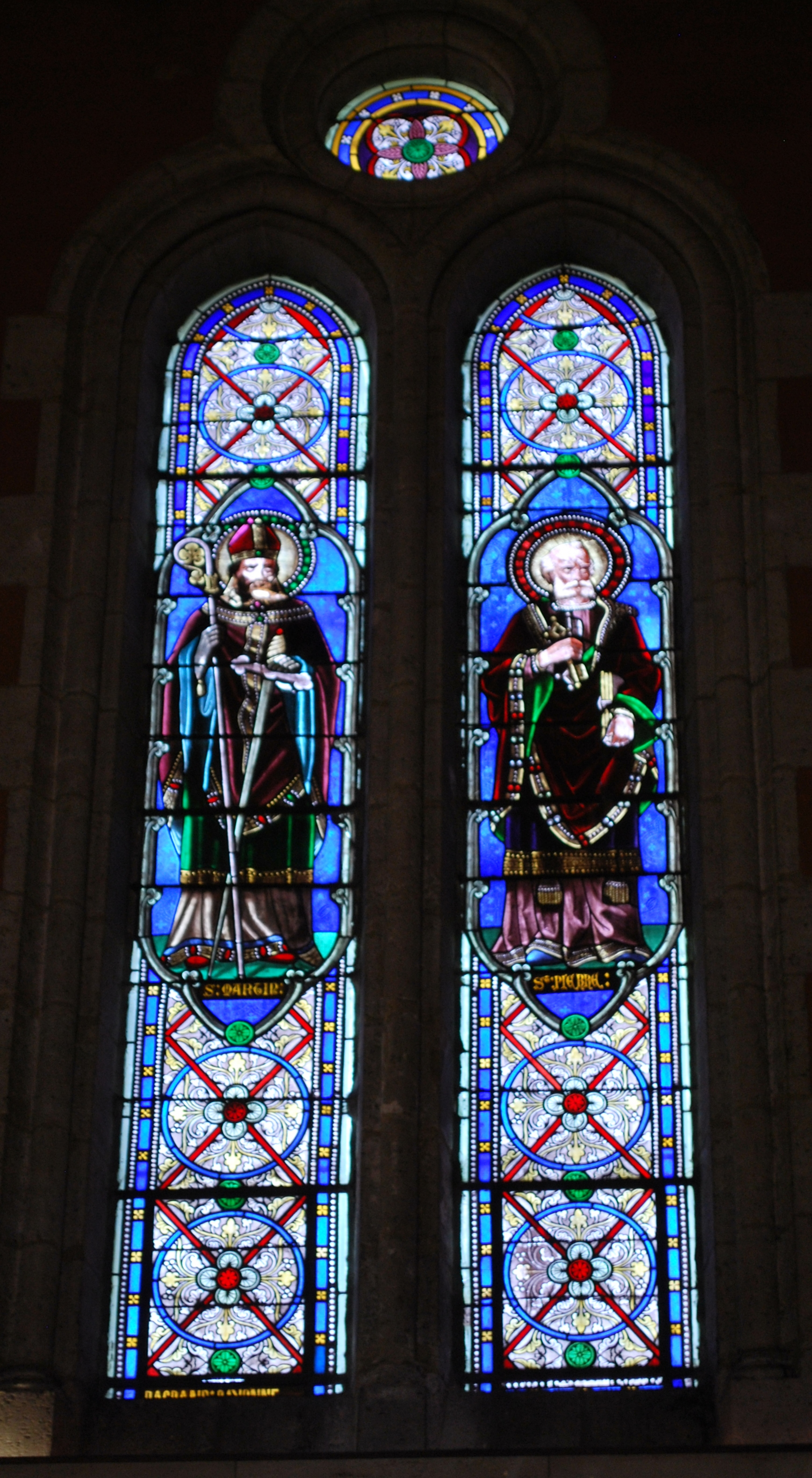
St Martin et St Pierre

- Sacré-Cœur de Jésus et de saint Nicolas de Myre : Le Sacré Cœur est représenté par le Christ, main droite levée vers le Ciel et main gauche sur le cœur. Aux côtés de Jésus figure le saint patron de l’église.

- St. Alphonse et St. Bernard :Parmi eux, l’évêque saint Alphonse de Liguori. Saint patron des confesseurs, moralistes et théologiens, il évangélise les pauvres des campagnes italiennes et fonde la Congrégation du Très Saint Rédempteur. À ses côtés, se tient un autre saint savant, saint Bernard, en habit de moine.
- Sainte Eugénie, vierge martyre de Rome, est vêtue d’une robe bleue et porte la palme de son martyre dans la main. À ses côtés, saint Michel apparaît en armure.
- sainte Brigitte de Suède et saint Jean-Baptiste. Sainte Brigitte, connue pour avoir fondé l’Ordre du Très Saint Sauveur dont les religieuses sont appelées les Brigittines. Saint Jean-Baptiste figure sur le vitrail voisin. Il est reconnaissable à l’agneau qui repose à ses pieds.
- saint Martin de Tours et l’apôtre saint Pierre: Saint Martin, revêtu de la mitre, tient sa crosse d’évêque de la main droite. Saint Pierre figure avec les clés de sa nouvelle Église qui symbolisent la Terre et la Ciel.

En plus, Dagrant a fait six autres vitraux, quatre avec un décor simple, dont deux portent le nom de l'architecte de l'église, Alexandre Ozanne, et deux rosaces.

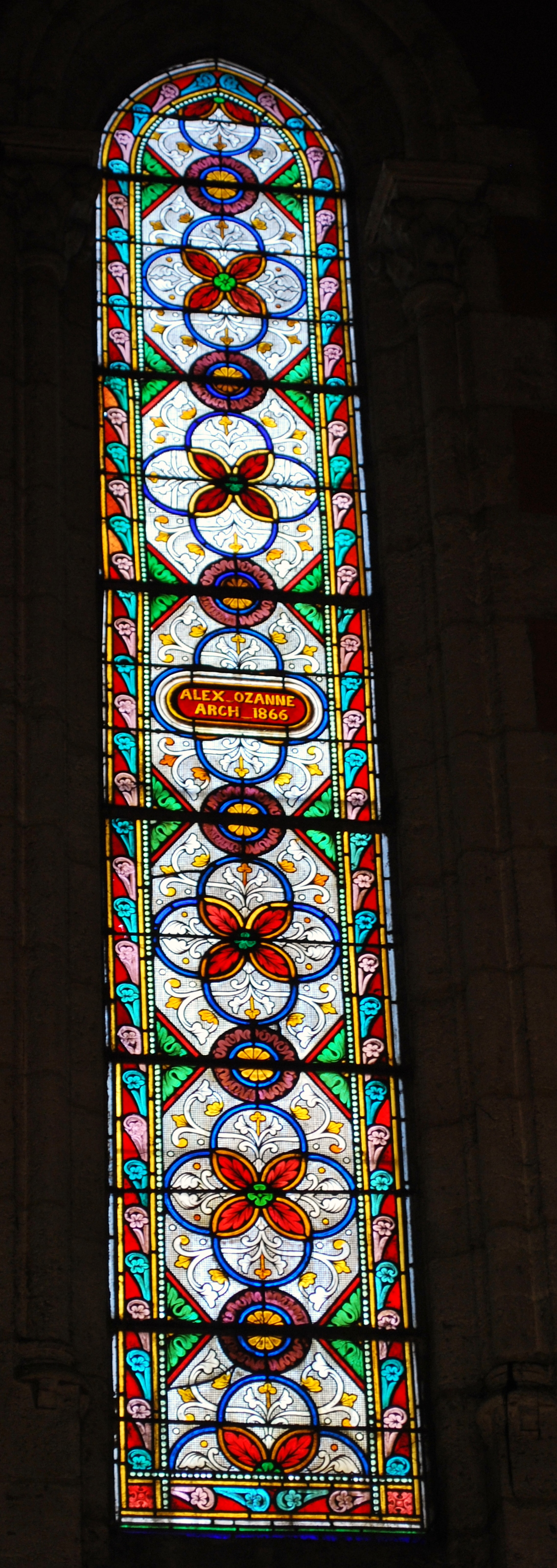
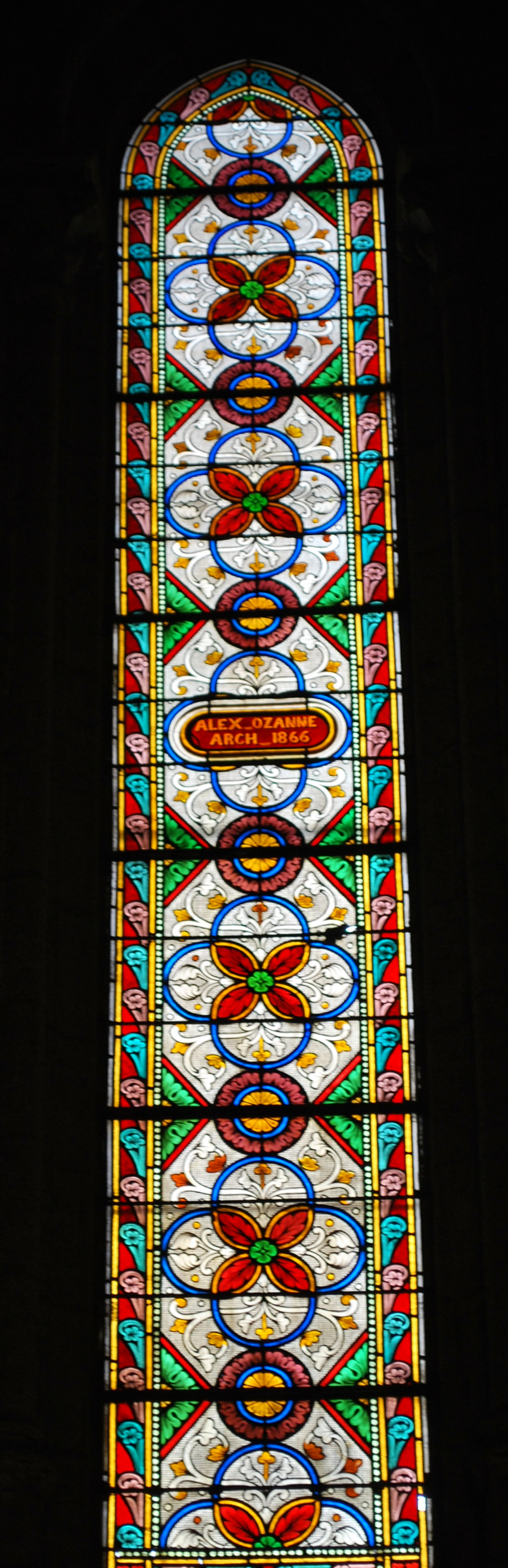
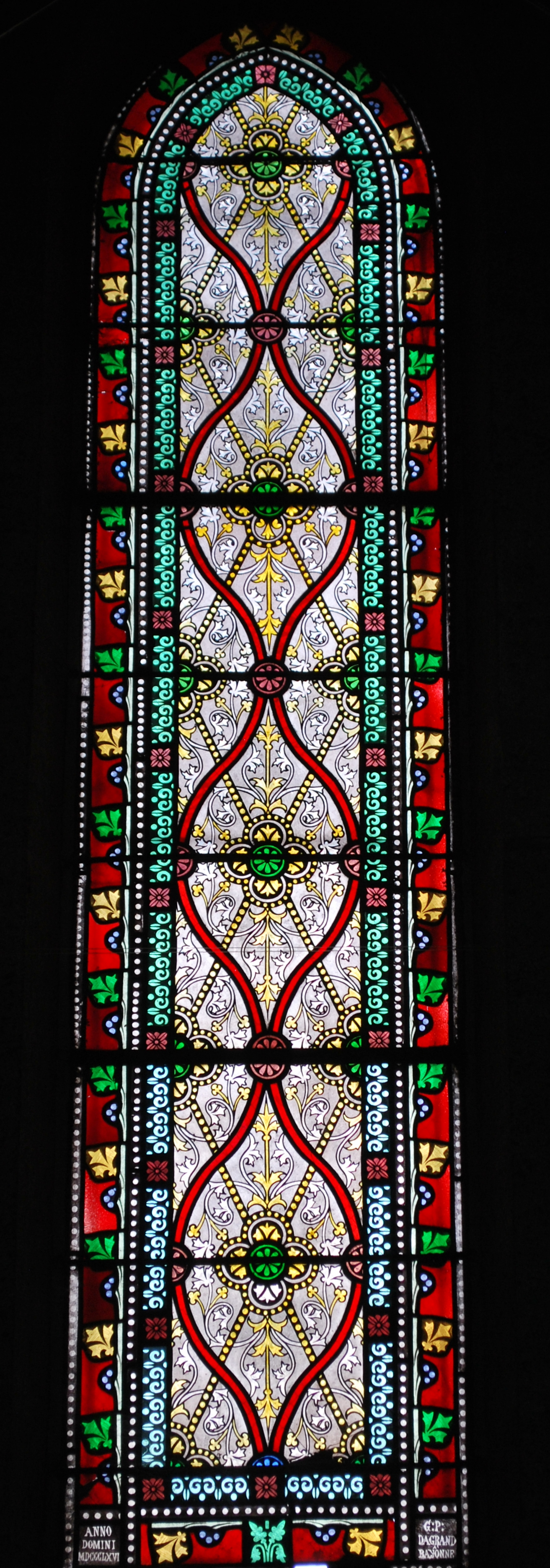
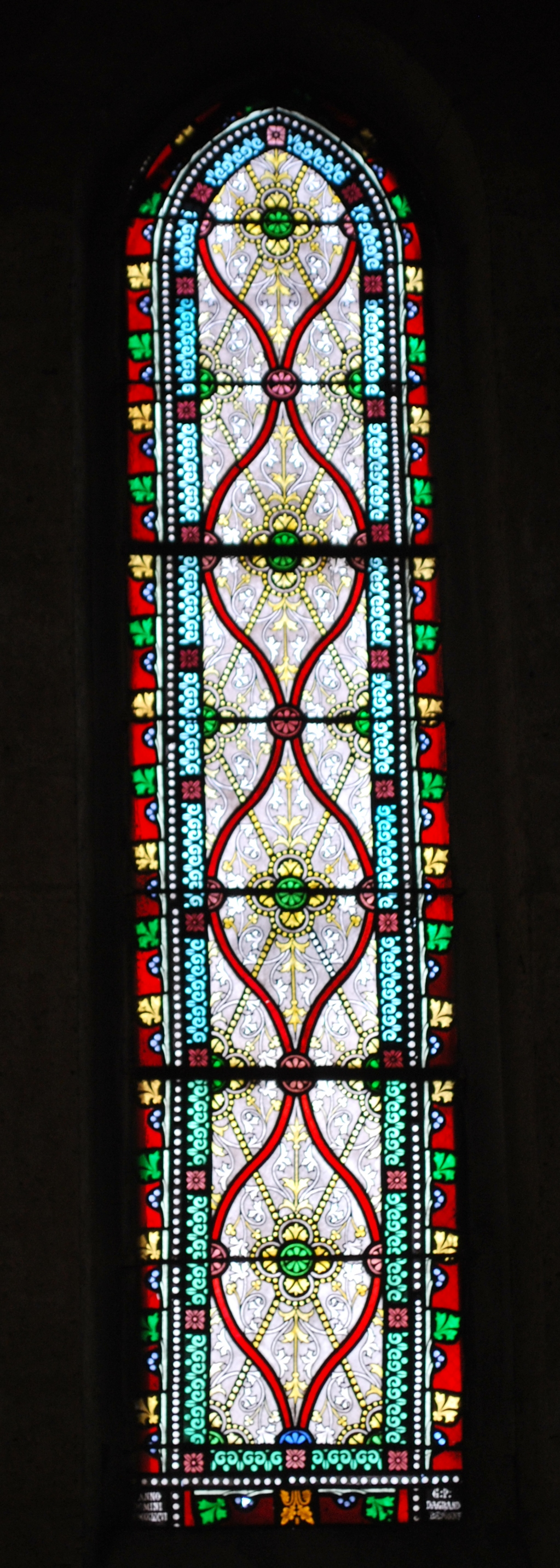
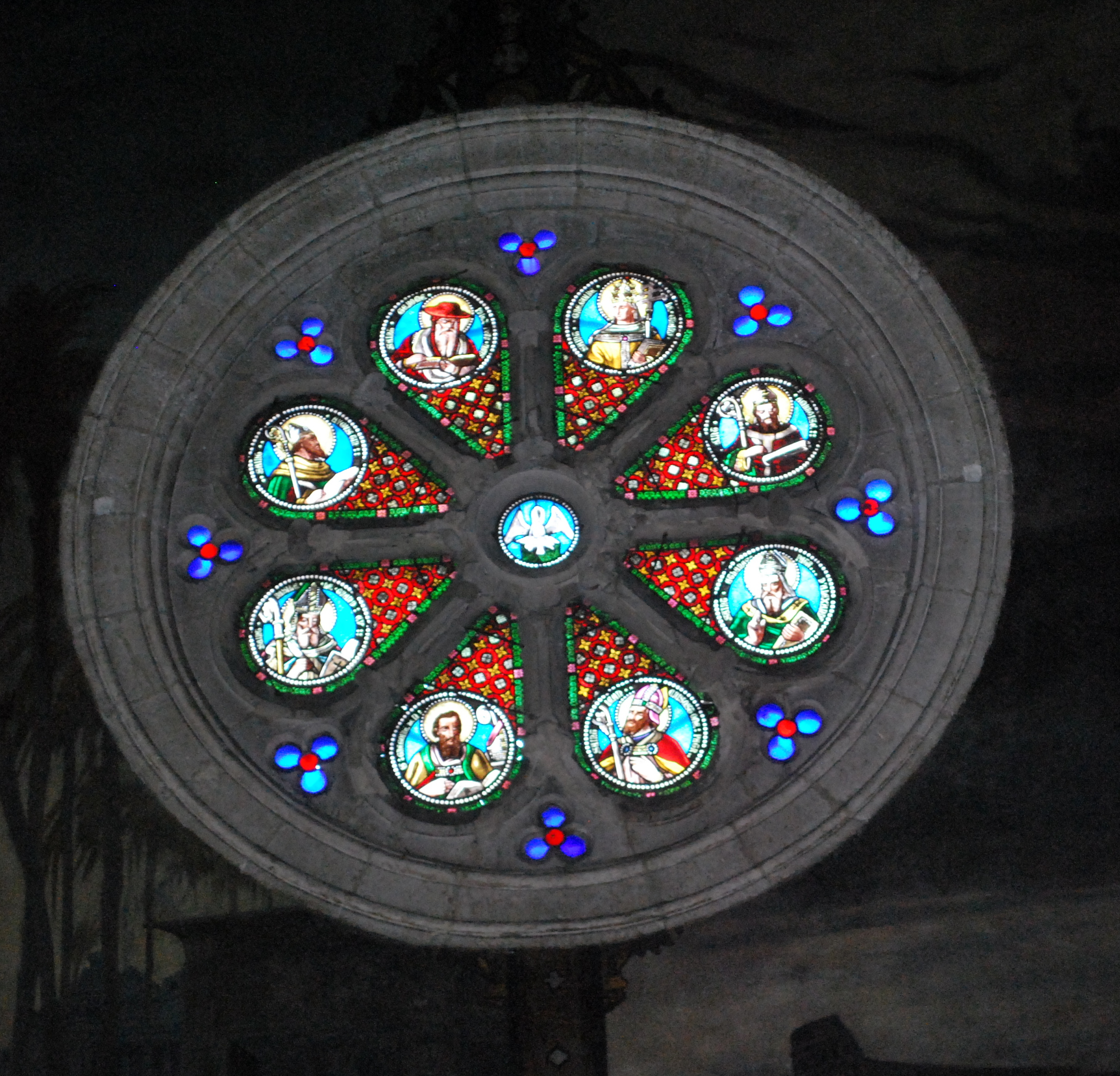
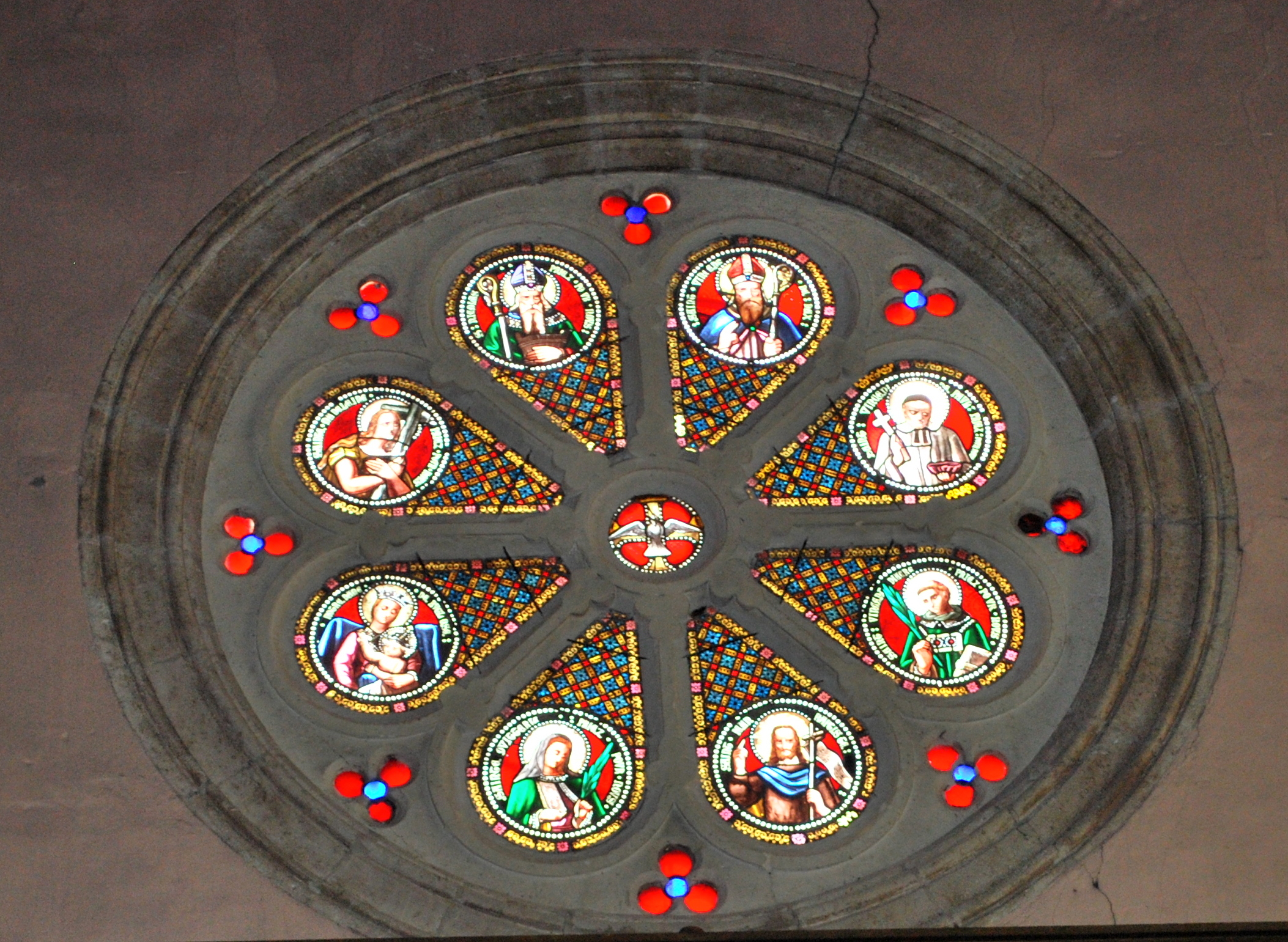

### Plaques commémoratives des morts ensevelis dans l’église
|  |

Sur les murs intérieurs de la nef sont accrochées des plaques gravées des noms des morts inhumés dans l’église. Ces plaques de terre cuite et de bois tapissent sur trois rangées les bas-côtés de la nef, et elles portent gravés les noms des 1062 Capbretonnais inhumés dans l’église de 1533 à 1752.
C’est l’abbé Jean-Baptiste Gabarra, curé de Capbreton, qui a cette idée, tout à fait unique, de faire graver ces plaques, par le sculpteur Clément d'Astanières à partir de 1912. Ce sculpteur en grave 114 dans l’argile, mais décède en 1916 avant d’achever l'œuvre et c’est Svend Steenstrup, ingénieur danois, qui finira le travail en le complétant par 65 plaques de bois.
Les plaques, gravées en gascon, demeurent une source précieuse de renseignements pour historiens et généalogistes.

### Mobilier
| - Crucifix XVe siècle - Crucifix XVIIIe siècle |

- Christ en croix : Cette sculpture en bois du XVe siècle proviendrait, comme la cloche, de l’église Sainte-Marie-Madeleine-de-Bouret. Au XVIIIe siècle la sculpture est installée dans l’église Saint-Nicolas, après l’abandon de celle de Bouret. La sculpture est classée[17] à l'Inventaire général du patrimoine culturel depuis 1912.

- Christ en croix : Cette sculpture en bois date, très probablement, du XVIIIe siècle. La tradition date ce Christ du XIIIe ou du XIVe siècle ; cependant, bien que le traitement du torse s'apparente à la sculpture gothique, les membres et surtout la tête, très idéalisée, paraissent de beaucoup postérieurs, œuvre d'un sculpteur archaïsant ou malhabile du XVIIIe siècle. Le Christ a en outre été restauré en 1931 par le sculpteur Lavaria. La croix est inscrite[18] à l'Inventaire général du patrimoine culturel le 27 février 1975.

| - Omnipotentia Supplex - Statue St Pierre |

- Omnipotentia Supplex : La sculpture de Clément, comte d'Astanières : La Vierge intercédant pour les âmes des pécheurs ou La Toute puissante suppliante, date de 1893. La statue est inscrite[19] à l'Inventaire général du patrimoine culturel.
- Statue de saint Pierre : La statue en bois est l’œuvre du sculpteur Dolhéguy et date de 1827. Elle a été restaurée en 1932 par M. de Junca. La statue est inscrite[20] à l'Inventaire général du patrimoine culturel.
- Chaire à prêcher : Une chaire à prêcher en bois finement sculpté. Le haut de la chaire est surmonté d’une petite tourelle à toit polygonal de style néo-gothique.
- Bénitier : Le bénitier en forme de coquillage rappelle que Capbreton était une étape dans le Chemin de Compostelle.
- Stalles : Les stalles, en bois sont du XIXe siècle.
- Confessionnal : Le confessionnal est du XIXe siècle.
- Pierre tombale de Mgr. Soulé : La pierre tombale de Monseigneur Soulé[21] est située au pied de l’autel consacré à saint Joseph, dans le transept nord.

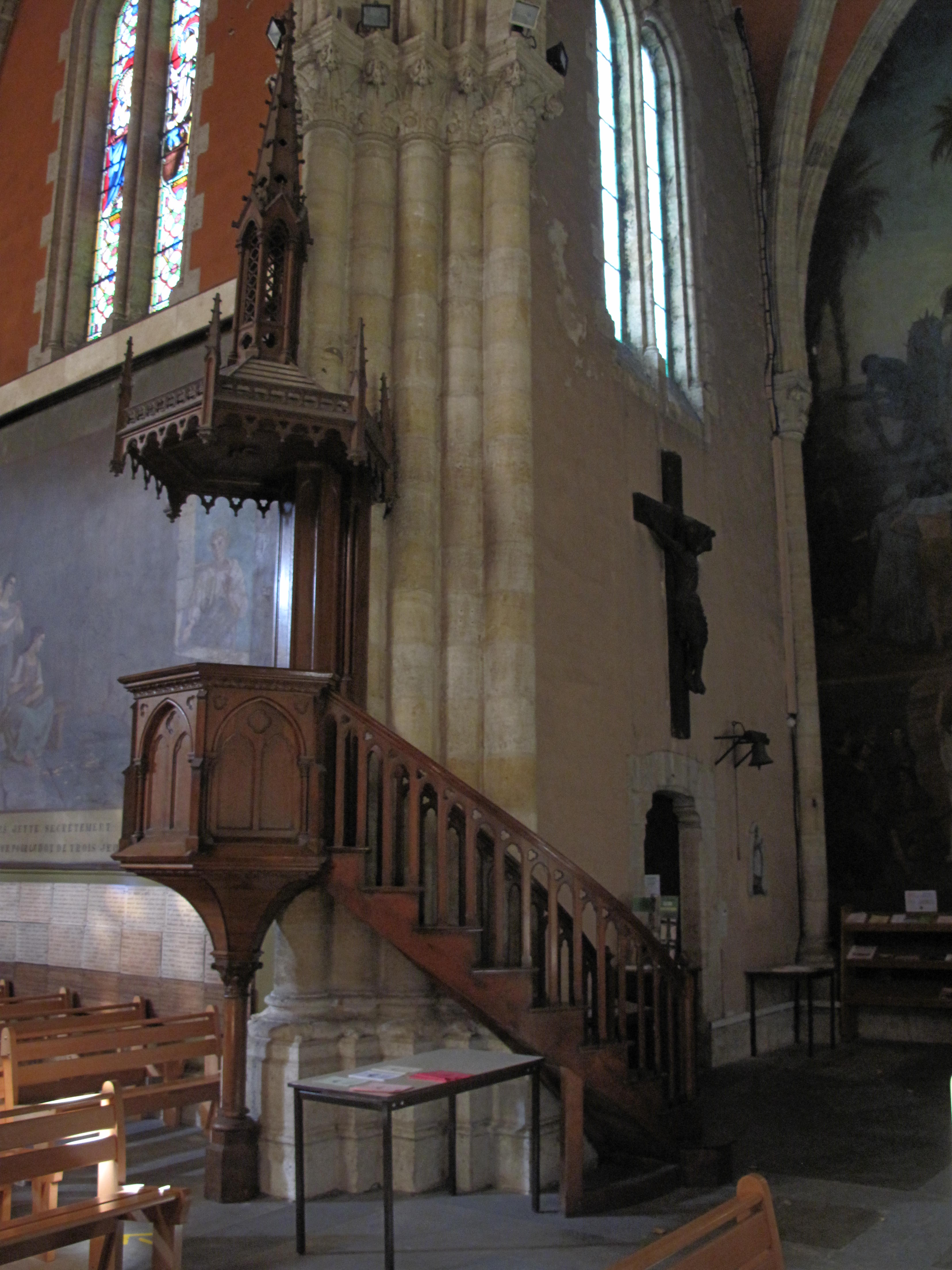
Chaire à précher
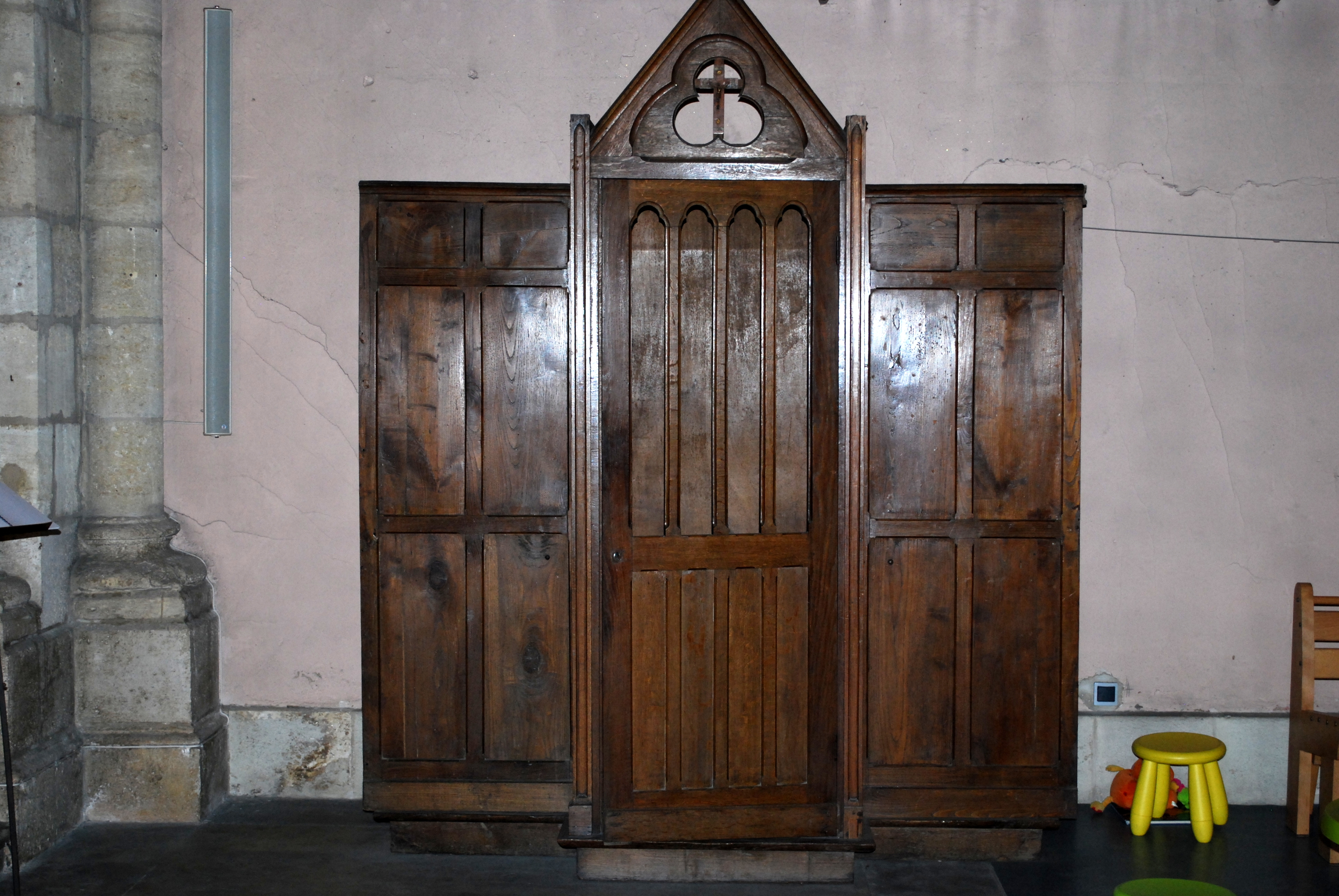
Confessionnal
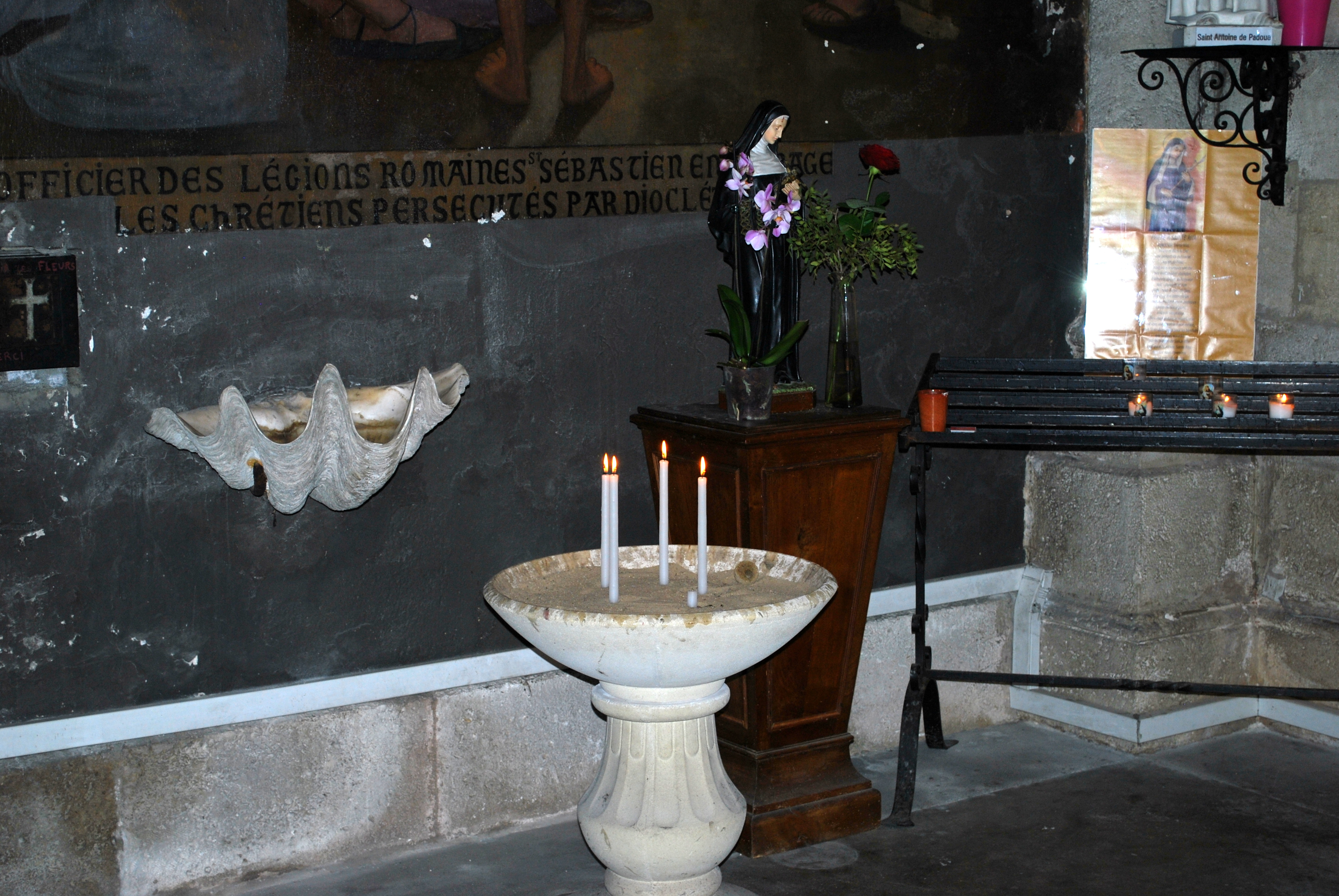
Coquillage bénitier
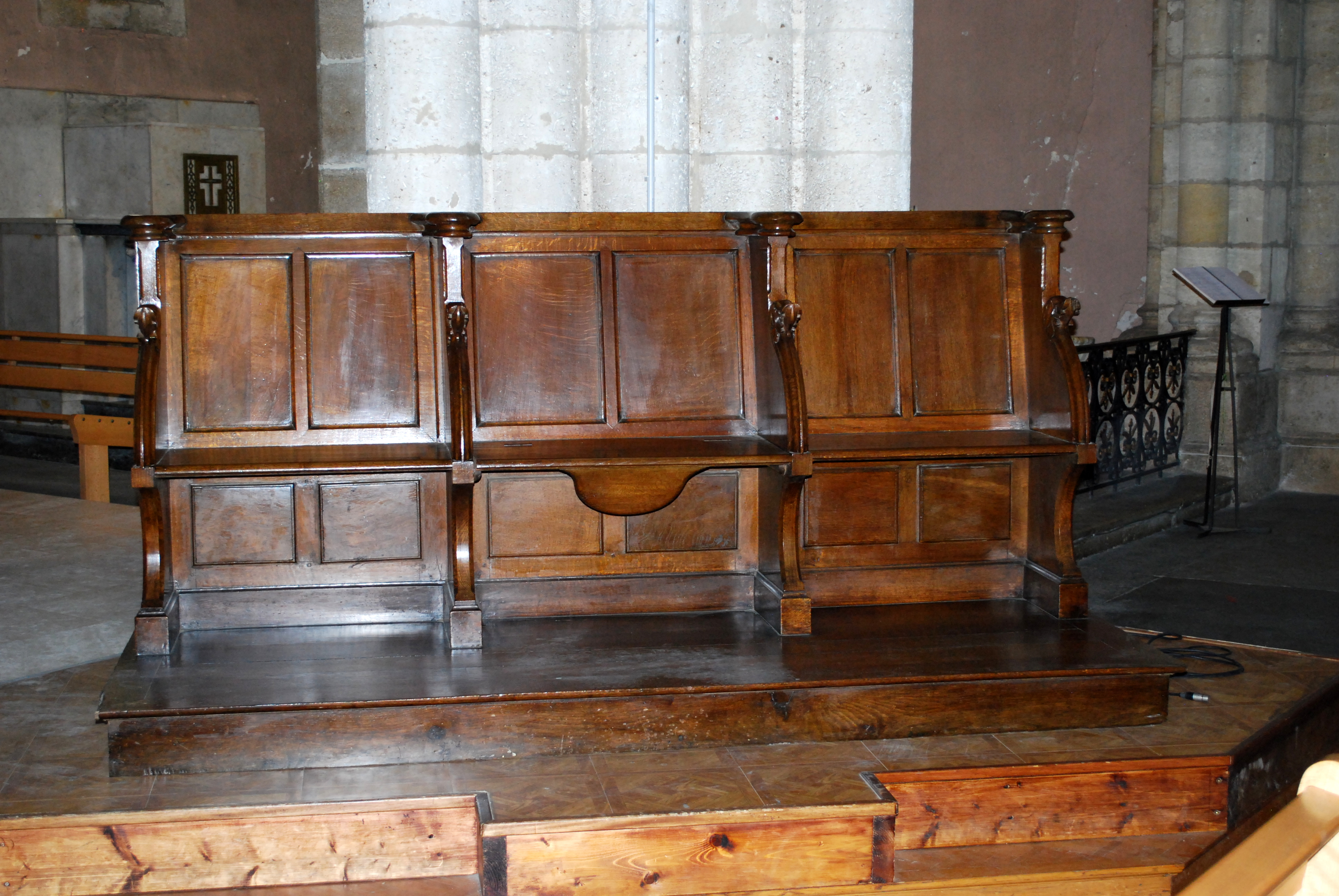
Stalles
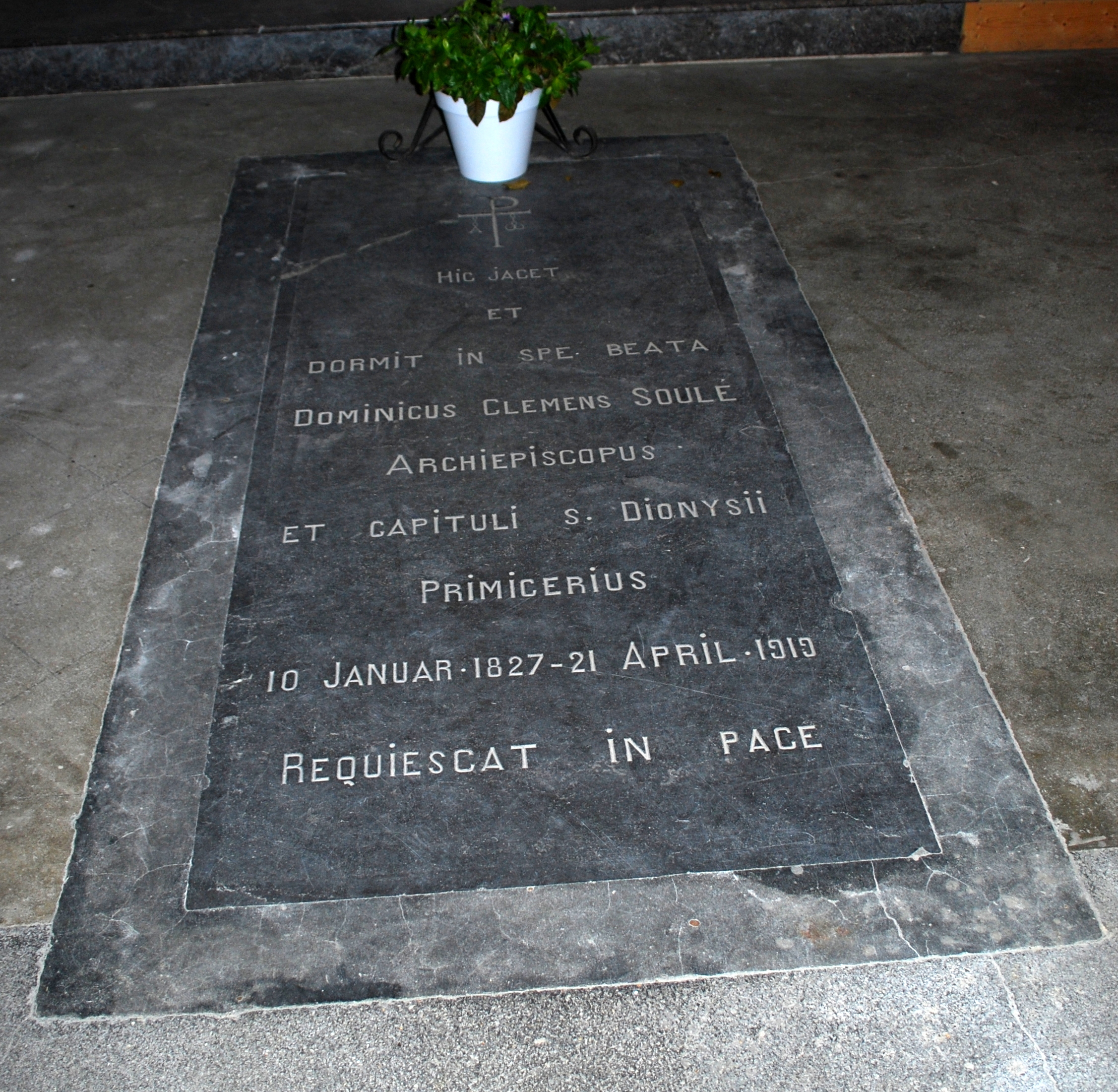
Tombe de Mgr. Soulé

## Narthex
Dans le narthex, on trouve 
- Une mosaïque avec une ancre.
- Statue de saint Nicolas.
- Plaque commémorative de la Première Guerre mondiale autour de l'ancien portail occidental.
- La pietà en bois polychrome et daterait du XVe siècle.
- Bas-reliefs de Clément d'Astanières.
- Plaques à la mémoire des marins de Capbreton péris en mer entre 1672 et 1724.

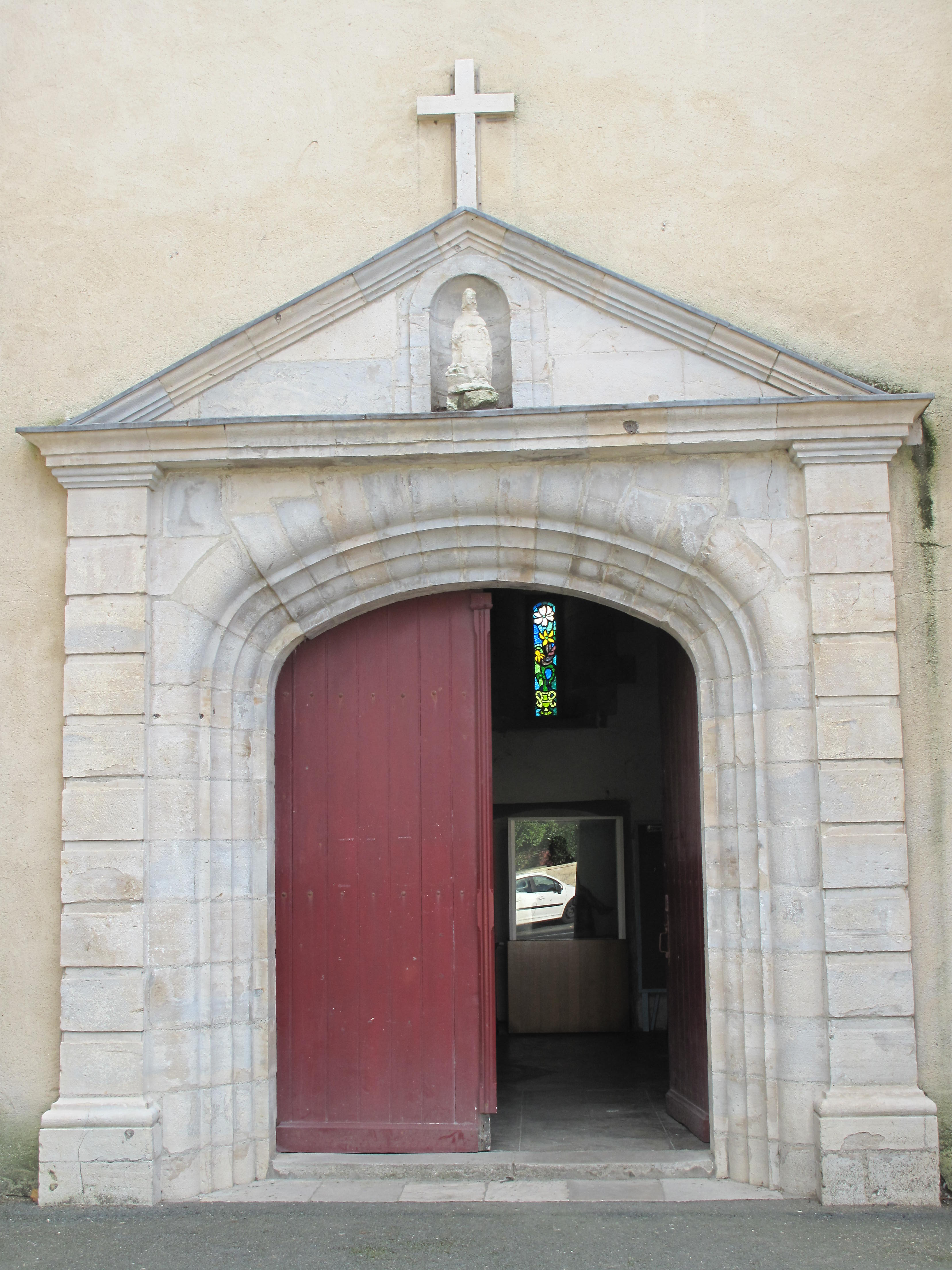
Entrée du narthex
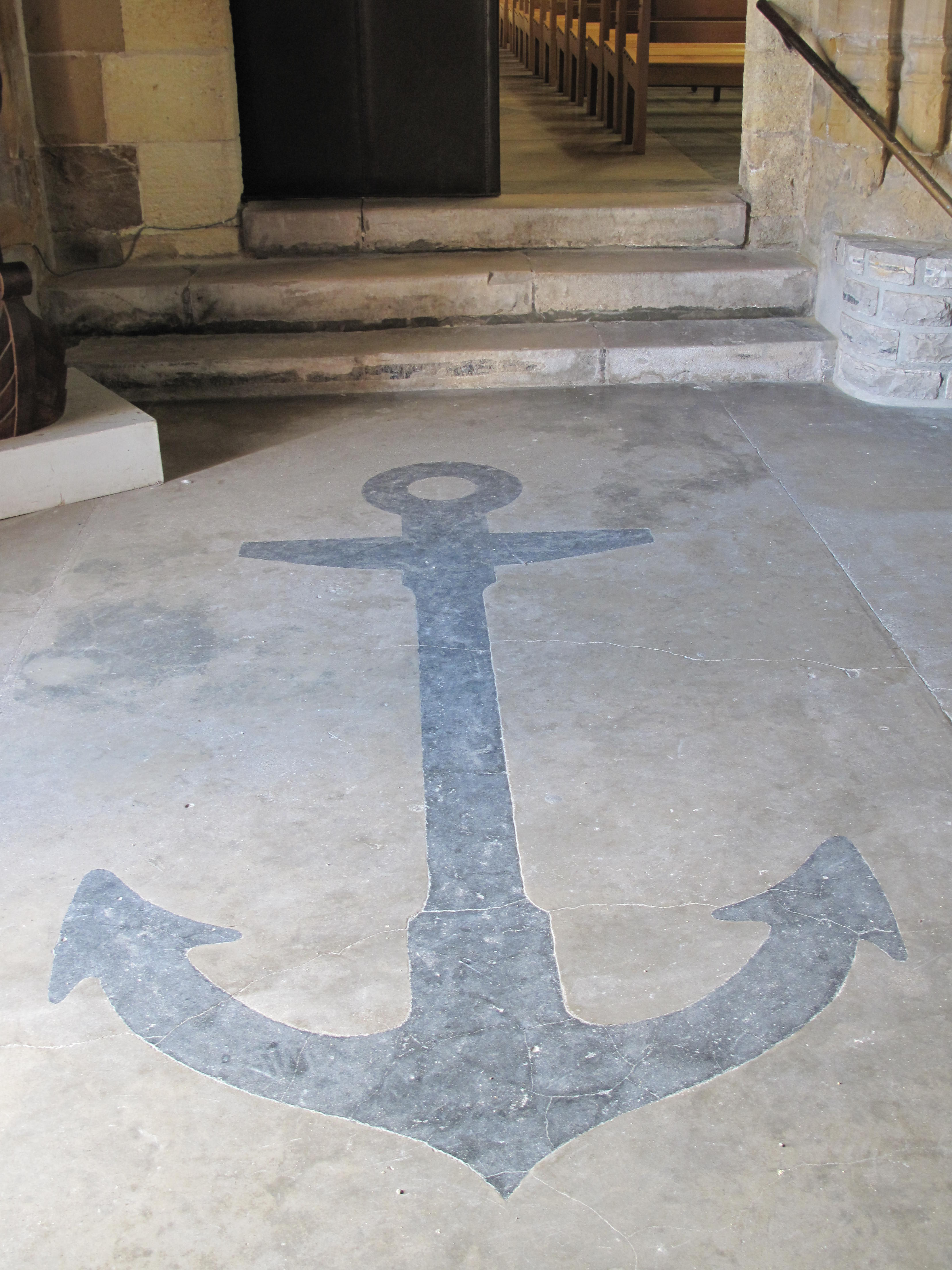
Mosaic du narthex
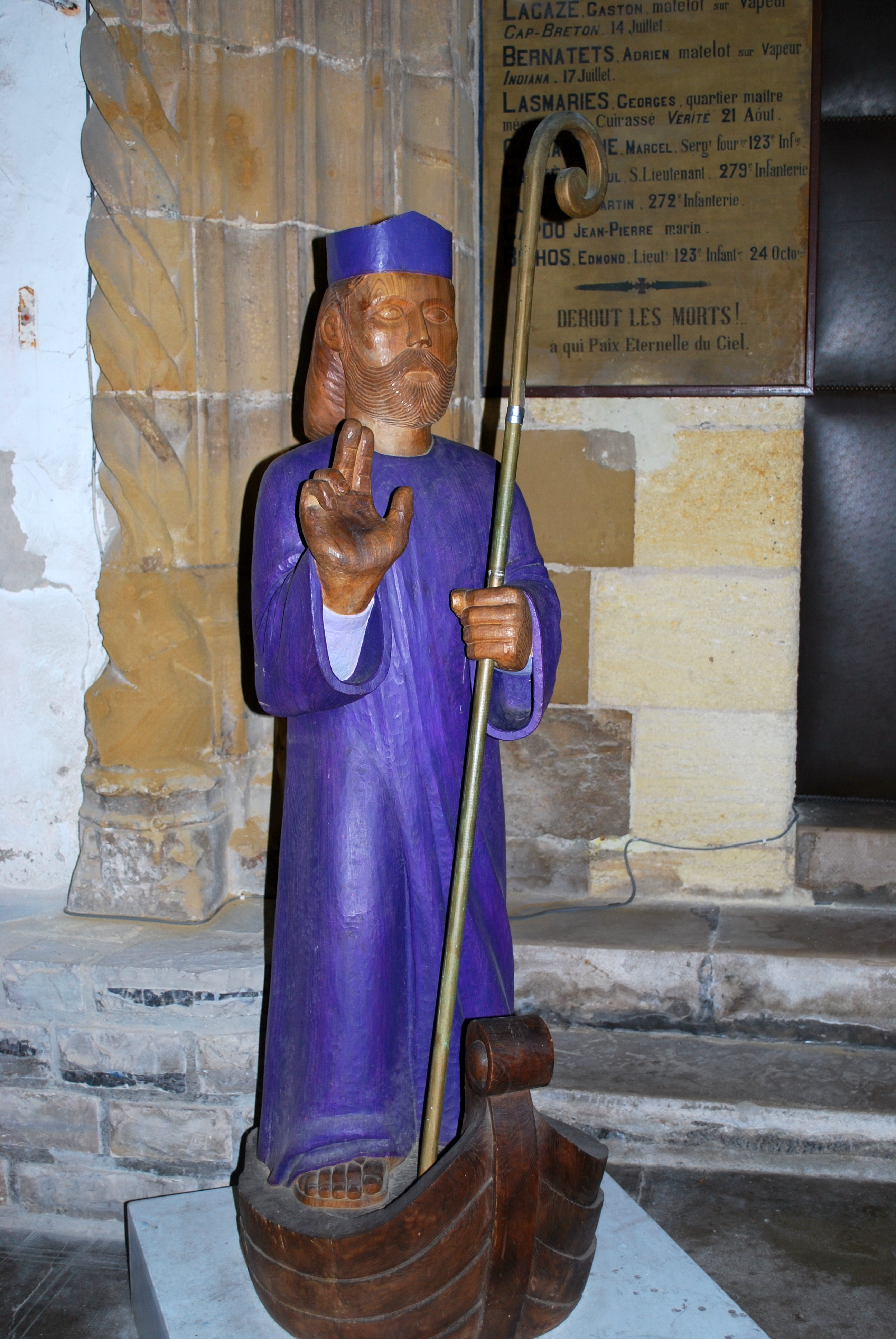
saint Nicolas
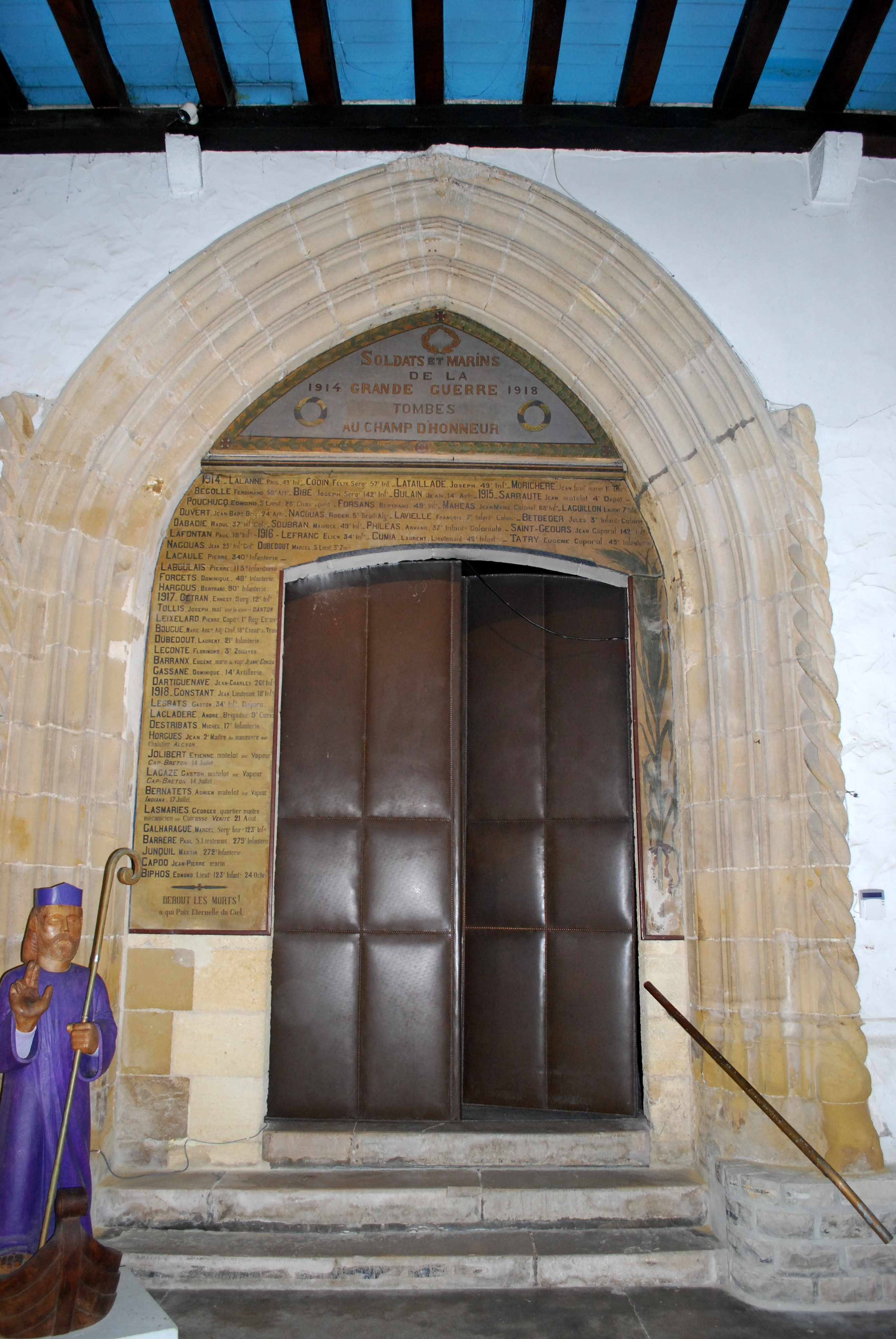
L'ancien portail
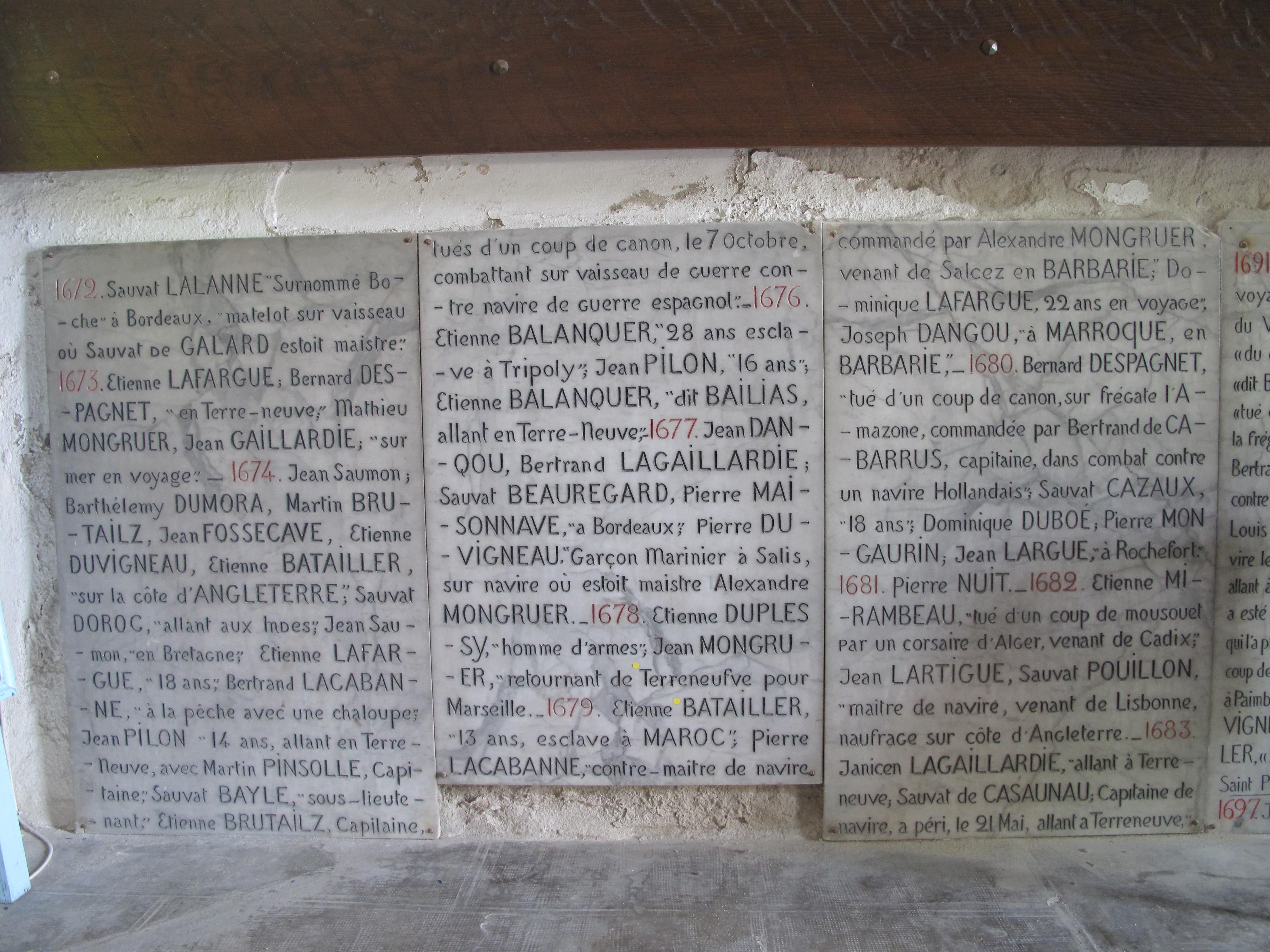
Les marins péris en mer

La Vierge de Pitié
Cette œuvre d’une grande finesse d’exécution date du XVe siècle. Elle représente la Vierge, les mains jointes sur le côté, contemplant son fils étendu sur ses genoux. La statue en bois de la Confrérie de Notre-Dame de Pitié est l’objet d’une ancienne dévotion, notamment, à Capbreton, pour la protection des marins et plus généralement des Capbretonnais.

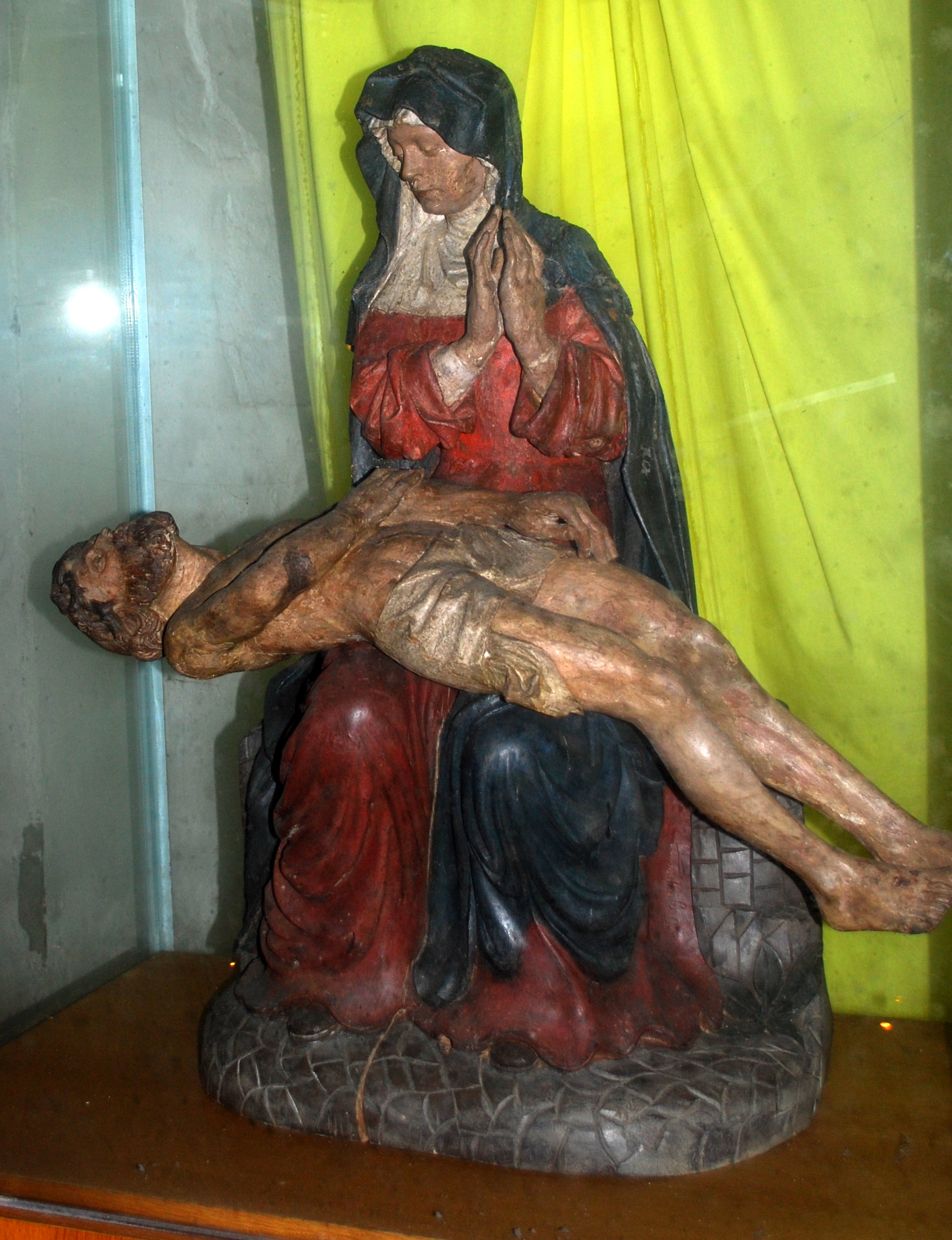

La piéta, une des quatre Vierges de Pitié anciennes du département des Landes, a été réalisée pour l’église Saint-Nicolas. Elle est cachée pendant les troubles de la Révolution, puis placée au-dessus du tabernacle en bois doré du maître-autel. En 1864, la statue est remplacée par une statue plus moderne, et reste ignorée pendant presque un demi-siècle.
Au début du XXe siècle, l'abbé Jean-Baptiste Gabarra, nouvel curé de Capbreton en 1875, découvre les statuts et ordonnances d’une Confrérie de Notre-Dame à Capbreton. Il fait le rapprochement entre la statue et cette dévotion à la Vierge attestée par les archives. Avant chaque voyage, les marins dédiaient à "Notre Dame de Pitié" messes et prières.
Les marins de Capbreton décident alors de restaurer l’ancienne tradition de la Confrérie : la statue est placée sur la plage face à la mer, afin que celle-ci la bénisse et protège les marins. Elle y reste plusieurs années. En 1929, en raison de la construction d’un établissement de bains, la pietà doit être déplacée. Les experts découvrent la statue extrêmement abîmée par le vent salé et humide, le soleil et la pluie. La partie basse de la statue, trop endommagée, doit être entièrement refaite par un sculpteur. La statue est ensuite confiée à Gaston Gélibert (1860-1931) qui est chargé de la repeindre. Elle est désormais abritée sous le porche de l’église.
La piéta figure à l’inventaire des Monuments Historiques au titre d’objet depuis le 25 janvier 1913.
Bas-reliefs en terre-cuite
Ces cinq bas reliefs sont des répliques en terre cuite de celles réalisées en marbre par Clément d'Astanières (1841-1918) pour la basilique Sainte-Clotilde de Paris (inaugurée en 1881). Ils ont été réalisés, à partir de 1880, par Jules-Alphonse Loebnitz, qui travaille avec son père Jules Paul Loebnitz (1836-1895), faïencier parisien spécialiste des ornements architecturaux, d'après des modèles donnés par le sculpteur. À la mort du sculpteur, ils furent donnés  par sa veuve au chanoine Gabarra.
Ils sont inscrits à Inventaire général du patrimoine culturel le 17 novembre 2004.

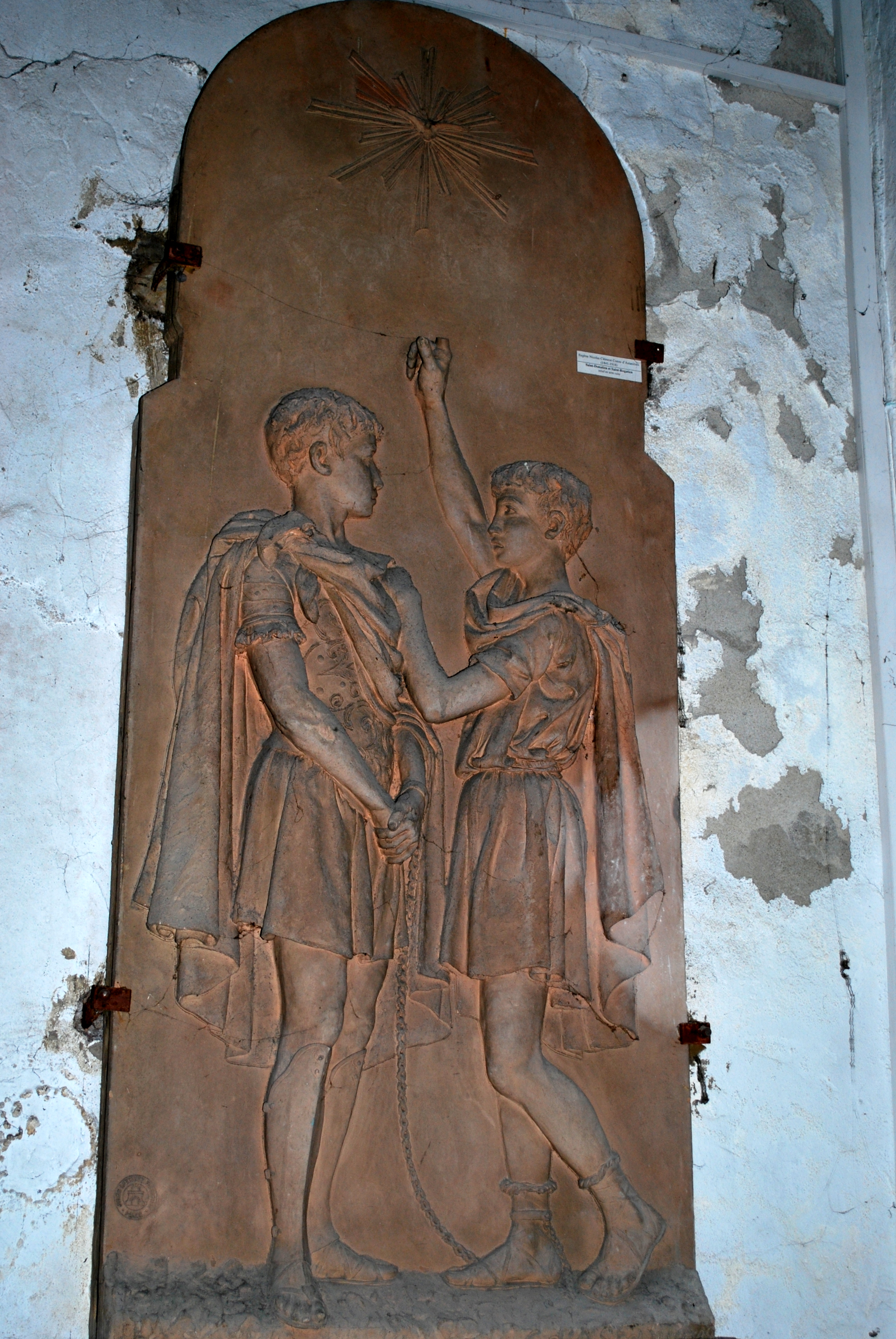
St. Donatien & St. Rogatien
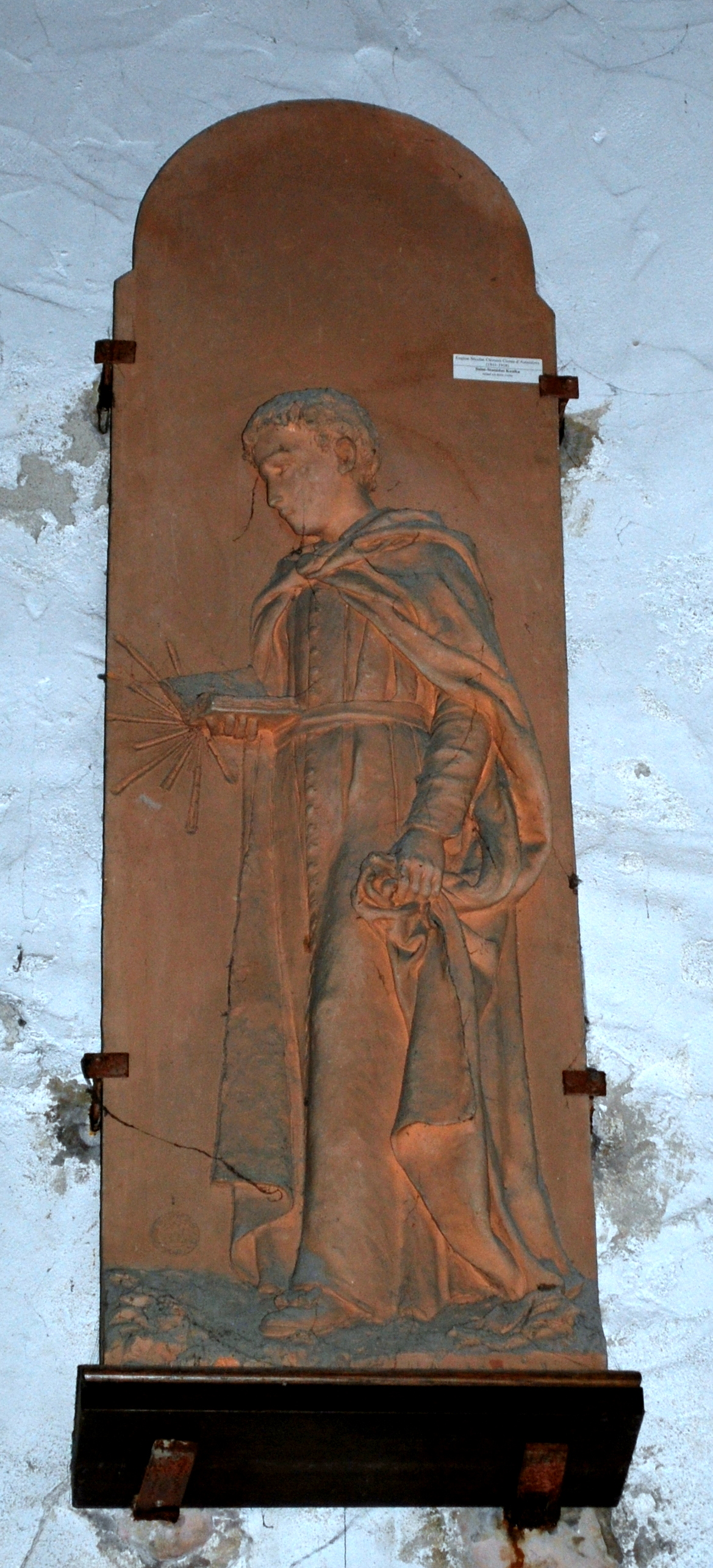
St. Stanislas Kostka
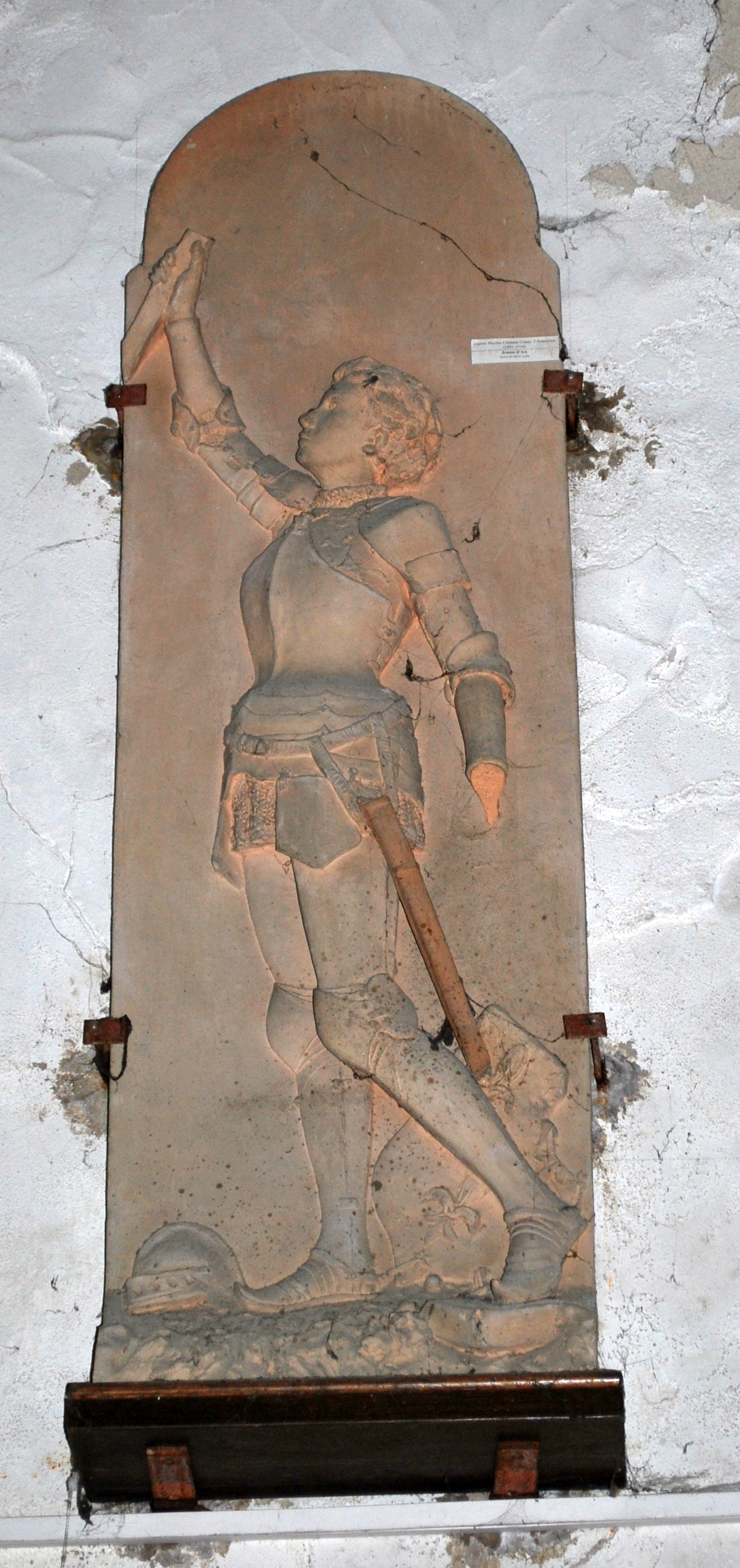
Ste. Jeanne d'Arc
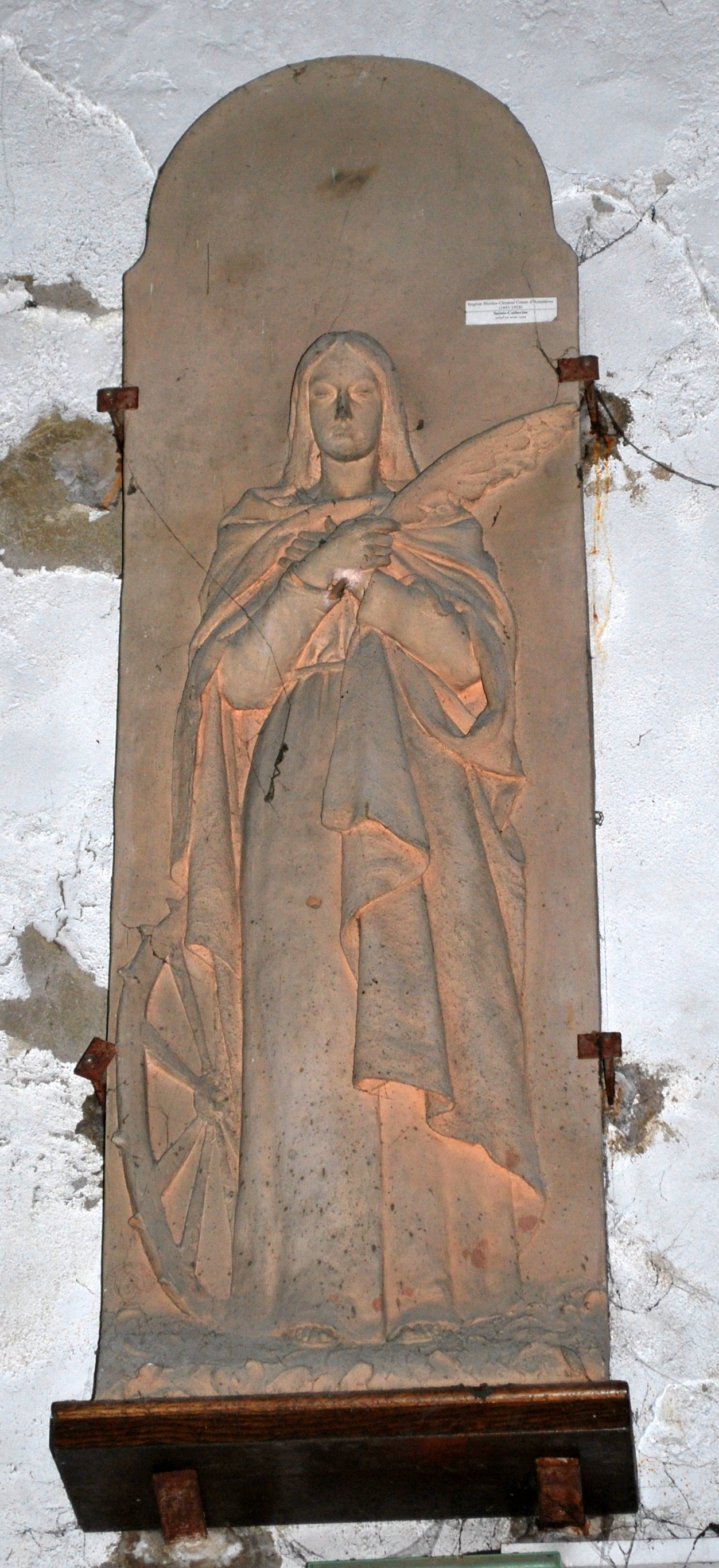
Ste. Catherine
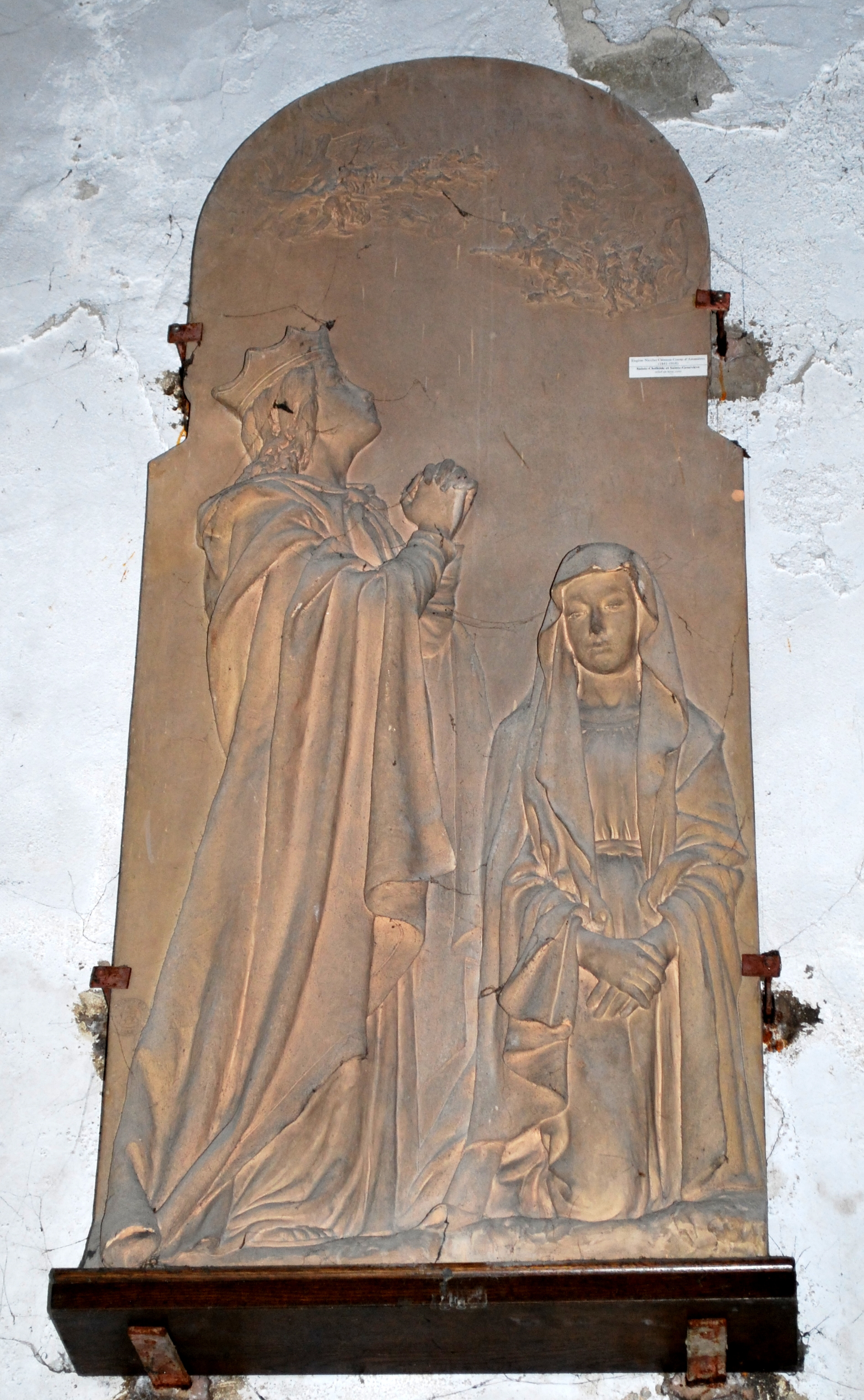
Ste Clotilde & ste Geneviève

Plaque commémorative de la Première Guerre mondiale
Au lendemain de la Première Guerre mondiale, la paroisse de Capbreton décide de rendre hommage à ses fidèles morts au combat par l’apposition d’une plaque dans le porche de l’église Saint-Nicolas.
La plaque commémorative est placée au-dessus de la porte d’entrée de l’église, sous l’arc voûté. Sa partie supérieure est ornée d’une couronne de lauriers signant la dimension héroïque du combat des soldats. Détail remarquable, le texte de l’hommage aux morts est entouré de deux bouées de sauvetage aux couleurs de la ville, évoquant sa tradition marine. La plaque inférieure comporte le nom de tous les soldats tombés au champ d’honneur entre 1914 et 1918.
Les marins de Capbreton péris en mer
Comme dans la nef, il y a une série de plaques en marbre qui portent le nom et la date de décès de chaque marin de Capbreton perdu en mer entre 1672 et 1724.